# 日本の女性史

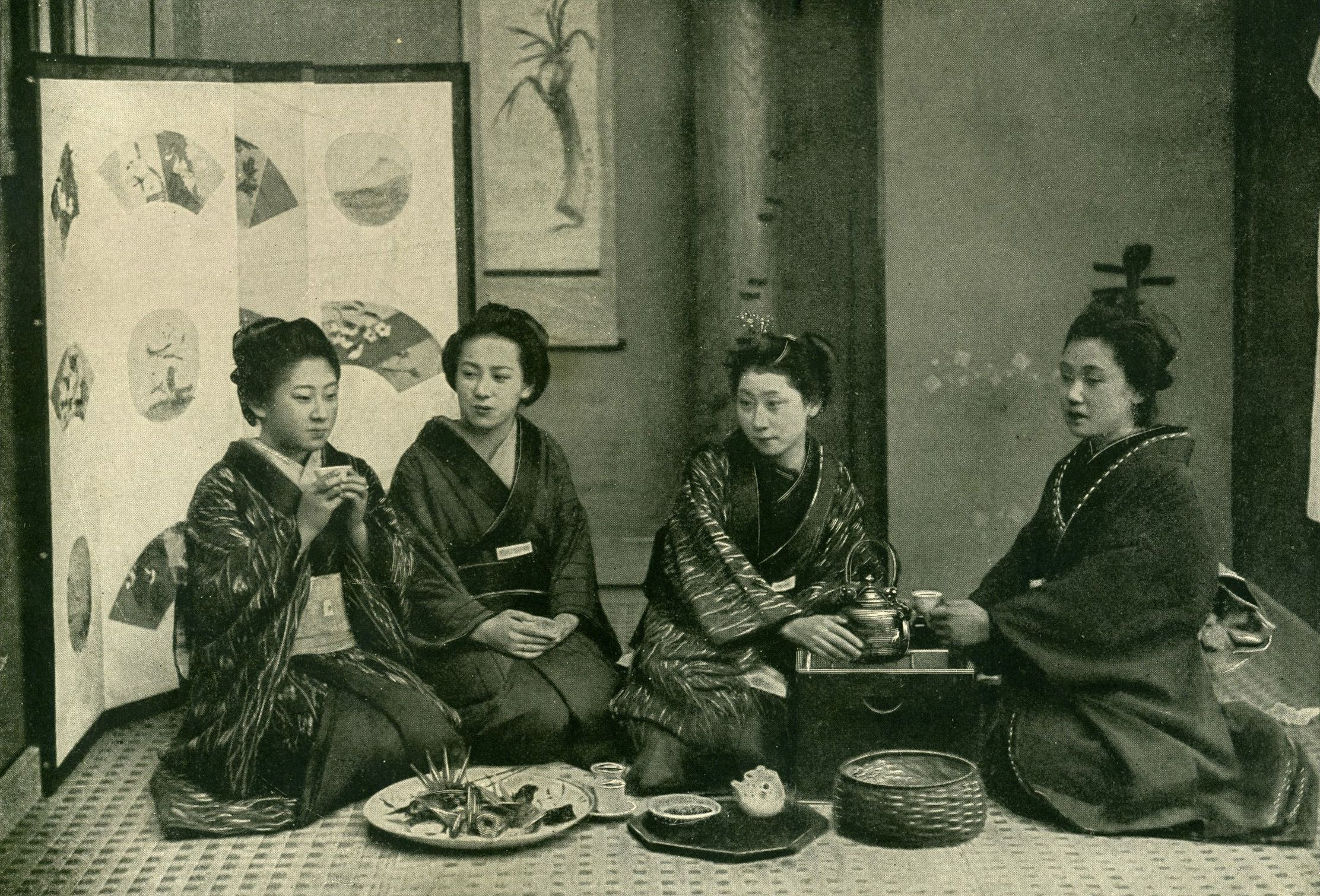
日本人女性（1902年）

日本の女性史（にほんのじょせいし）では、日本における社会、政治、文化、宗教などにおいて女性が果たした役割と地位の変遷などについて記述する。女性史とは、歴史上の女性に焦点を当て、女性が社会の中でどのように位置付けられていたかを考える歴史学である。近代に成立した歴史学は男性のみに許される学問であった。また過去に権力者が編纂した歴史書の多くも男性によって記されてきた。その影響下で語られる歴史は女性についての記述が非常に少なく、またわずかに記される女性も男性目線で描かれていた。女性史の研究は過去の歴史学で語られなかった部分を検証し、歴史学をより実りあるものにすることを目的にしている。またさらに踏み込んで社会的性差（＝女性差別）が形成された歴史を明らかにするのがジェンダー史である。本記事では女性史の書籍で記載される歴史観を中心に記載する。

## 女性史の研究
日本の女性史研究の最初期においては戦前の高群逸枝や戦後の井上清が挙げられる。1970年代にマルクス主義歴史学に基づく女性史研究が在野の女性研究者たちによって行われて成果を挙げる。しかしアカデミックな場で発展した欧米の女性史研究とは環境が異なっていた。日本でもアカデミズムの中で女性史が研究されるようになるのは1980年代である。2000年代になるとジェンダー史の研究も活発に行われるようになる。しかしこれらの研究成果も教育現場では部分的・限定的にしか取り入れられておらず、課題となっている。

## 先史時代
弥生時代後期から古墳時代前期（1世紀後半から4世紀）までは、『魏志倭人伝』に記されるように男女が共に政治に参加し、また、墳墓の発掘調査から男女首長が併存する社会であったと考えられる。そこから、親族関係も双系制が主体であったとする説もある。しかし、5世紀の倭の五王の頃から女性首長の数は減少してゆく。また、弥生時代からすでに男女が異なる仕事を分担する、自然的な性別分業があったと考えられる。

### 親族体系

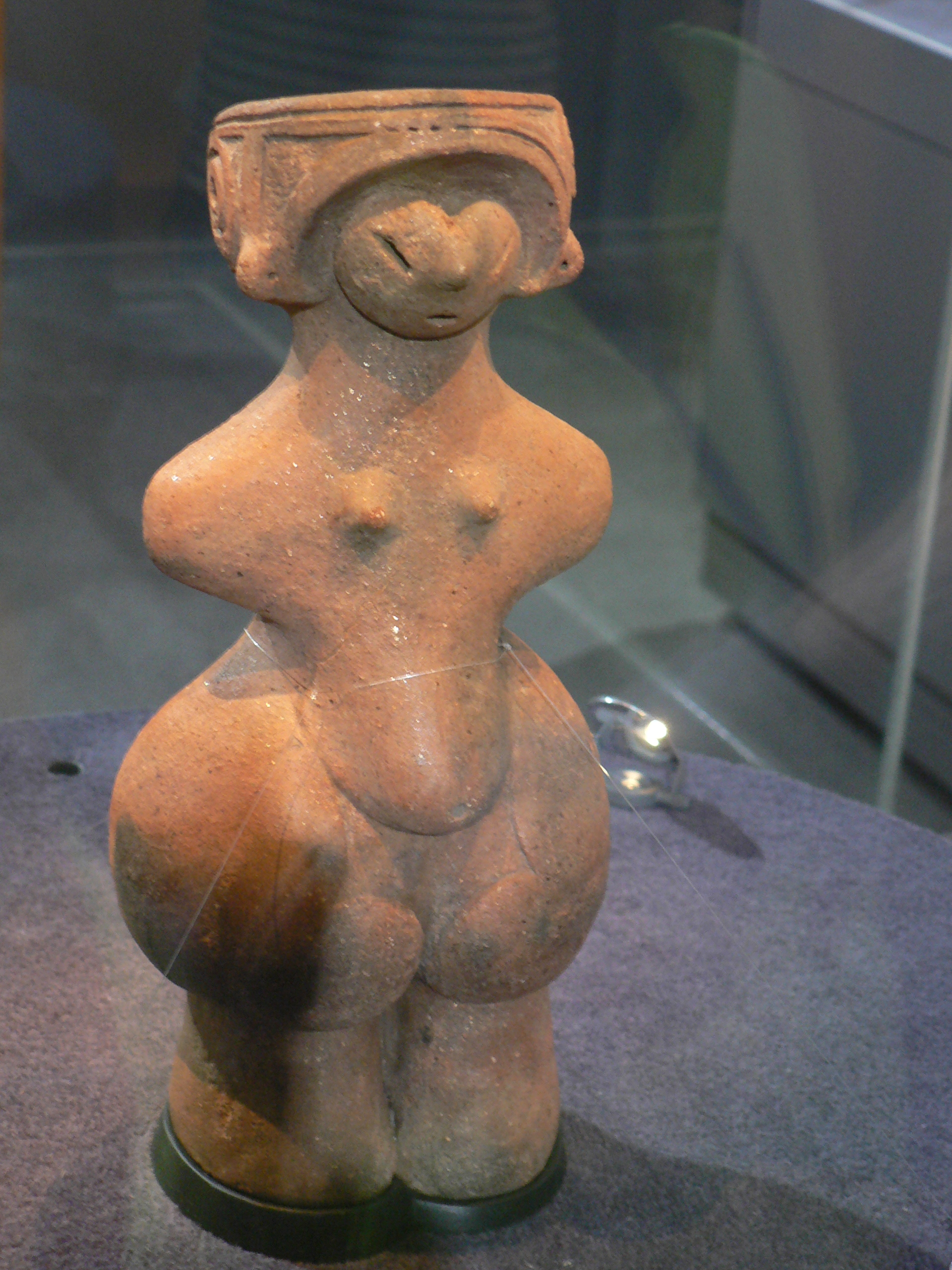
土偶 縄文のビーナス

縄文時代では、成人男女数名と子供からなる5人から10人の集団が一つの竪穴建物で居住していた。この時代は幼児の死亡率が高く、成人（15歳）できた人々でも平均寿命は31歳程度であったと考えられている。また成人女性の死亡ピークは20台前半であることから出産リスクも極めて高かったと考えられる。こうした中で集団を維持するためには、女性一人が平均して8.4回出産をしていたとされ、女性の出産や授乳などの育児のもつ意味が極めて大きかったと考えられる。土偶が女性像であることも多産や出産の無事への切実な祈りであったとされる。
日本の原始社会において母系制の存否は大きなテーマである。世界的には農耕普及に関連し母系制社会が出現したとされる。世界の250の民族を研究したマードックは「妻方居住婚の民族では母系制が多い」とし、高群逸枝は日本の古代に妻問婚や妻方居住婚があったことから母系制が存在していたとした。これに対し都出比呂志は弥生時代では夫方居住婚ないし選択居住婚であったとした。また春成秀爾は縄文時代前半は妻方居住婚であったが後半期から弥生時代にかけて選択居住婚から夫方居住婚に移行したうえで、妻方居住婚では母系制、父方居住婚では父系制である蓋然性が高いが、選択居住婚では必ずしも双系制ではないとした。しかし現段階では、原始社会での親族体系は確定的でなく、いずれの可能性も否定できない。

### 性別分業

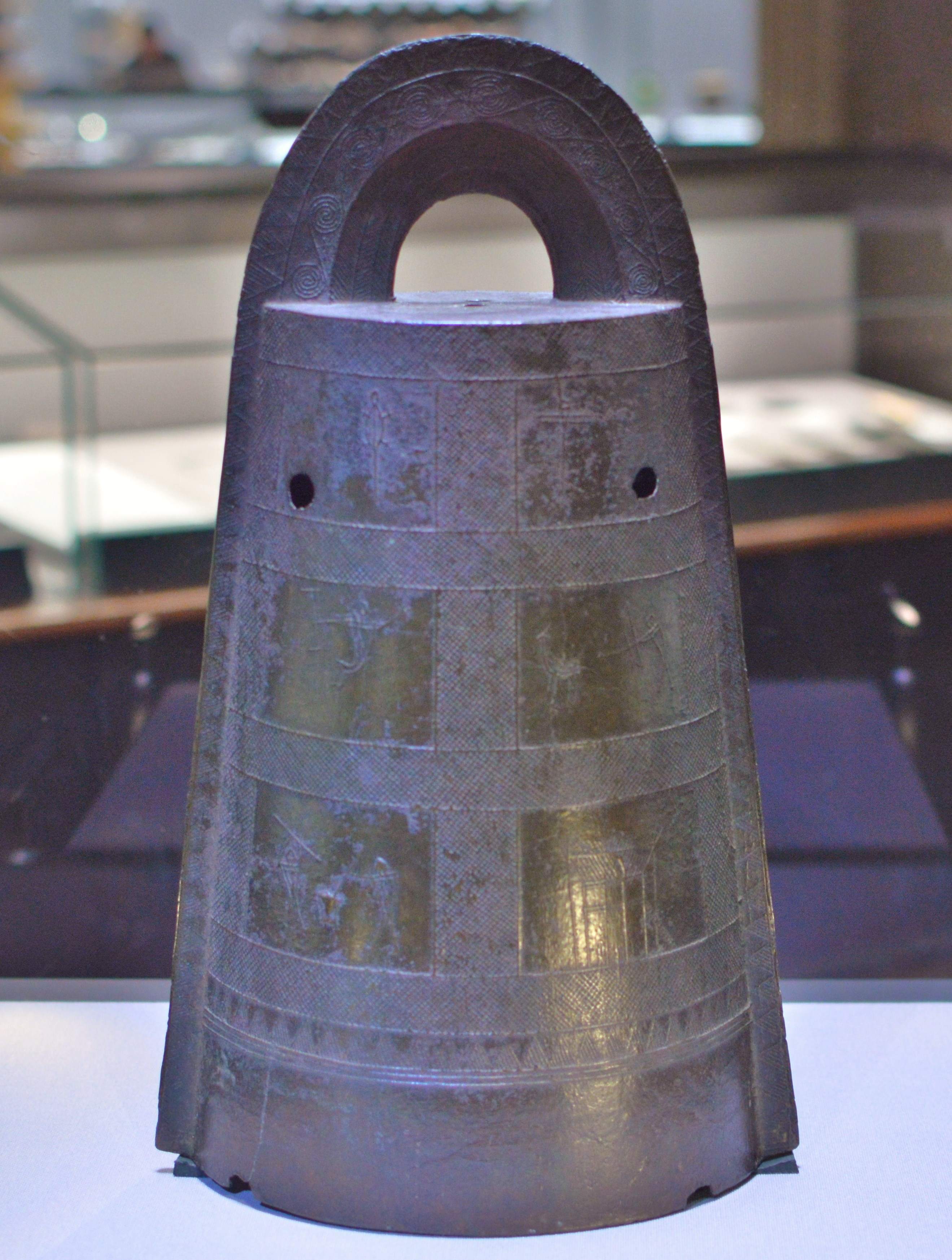
伝香川県出土銅鐸 6つに分けられた絵のうち、左下が杵を突く女性

狩猟社会においては、女性は食料の貯蔵や土器生産、男性は狩猟および石器生産などの性別分業があったと考えられる。農耕社会においては水田耕作は男女共同でおこなっていたと考えられるが、土器や織物の生産は引き続き女性が担っていたと考えられる。弥生時代の絵画銅鐸では女性（△頭）と男性（〇頭）が画き分けられており、性別分業があったことが分かる。また集落が大きくなると社会的分業も発生したが、祭祀を行うのは女性（巫女）に限られ、地位も非常に高かったと考えられている。古墳の人物埴輪には女性の姿が見られ、一般に巫女と説明されることが多いが、単に食膳を奉仕する女性とする説もある。5世紀ごろの地方豪族は部民制により土器や織物、酒など貢納品を生産するようになるが、これらの生産もやはり女性の仕事であったと考えられる。

### 政治と戦争
『魏志倭人伝』に記される邪馬台国では「会同（政治集会）には男女共に参加し席次も区別されなかった」とあり、大陸に比べると男女差が少なかったと考えられる。また女王卑弥呼とそれを補佐する弟のように、古墳の発掘調査でも首長は男女が対であることが少なくない。その場合の男女の役割分担について、従前は祭祀は女性で行政は男性が行うと考えられてきたが、副葬品などから祭祀は女性のみが担うが、それ以外の権力は男女が流動的に分担していたと考えられている（ヒメヒコ制）。また女性の単独首長もみられ、権力に大きな性差はなかったと考えられるが、武器武具の副葬だけは男女差があり、女性首長が軍事権を行使していた可能性は低いと考えられている。しかし古墳時代後期になると女性首長の埋葬例が減っていく。その理由として首長権の軍事化や父系化が進んだ事などが考えられている。
農耕社会になると戦争で命を落としたと思われる人骨が墳墓から発掘されるが、その中には女性も含まれている。また古墳に埋葬された女性首長の副葬品にも武具が含まれている。『日本書紀』には戦闘に赴く将軍に妻が同行する話が少なくない。舒明天皇9年（637年）条には「上毛野君形名が蝦夷との戦に敗れると形名の妻が女たちに指示をして弓弦を鳴らした」と記している。つまり妻は夫に付き従うのではなく、夫と共に氏族を背負って主体的に考え行動していたと考えられる。このように描かれる姿は、女性も氏族を率いて戦うという自負を弥生時代から持ち続けていた為と考えられる。

## 飛鳥時代・奈良時代
飛鳥時代から奈良時代にかけて唐の影響を受けながら国家としての体裁を整えていく。大陸から取り入れた律令や儒教、仏教などは家父長制などの男尊女卑を内包していた。それらの受容については大陸に比べ緩やかであったものの、社会的な男女差が広がっていった。そうした中で男性「官人」と女性「宮人」の区別が生まれ、天皇位の継承も父系が強調されるようになる。また、戸籍制度が始まり、男性が戸主となったことから女性の働きが見えづらくなってくる。

### 女性の地位と刀自

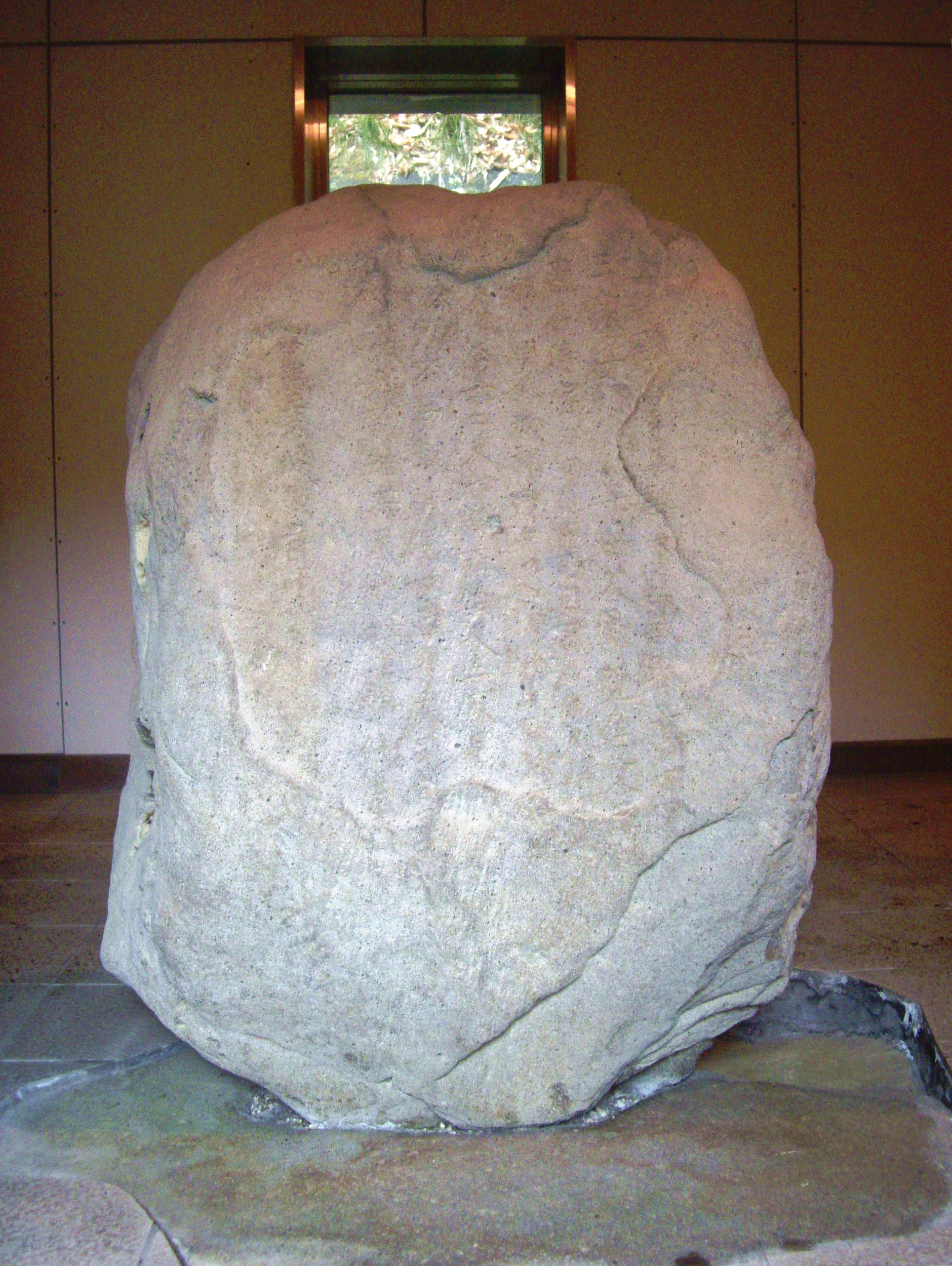
金井沢碑

日本の律令制は唐律令を手本にしているが異なる部分もあり、男女の扱いについては日本の方が性差が小さかったと言える。日本では女性にも男性の三分の二の田が班給され、賦課については女性が有利になっていたため、後に偽籍が増える一因となった。また女性が私有財を持つことも認められていた。女性を意味する表現に注目すると、唐律令では常に家族（男性）との関係（ヨメ、ムスメ、ツマ等）で表されるが、女性の権利として日本で追加された部分には家族関係に左右されない「女」の表現が見られ、女性を独立した人格とみなす日本の風習が取り入れられたと考えられる。
地方社会においては刀自（トジ）と呼ばれる女性指導者を中心に女性も村の政治に関わっていた。寺院には寺刀自がいて寺院の女性労働を率い、村々には里刀自と呼ばれる女性が里長（さとおさ）と共に村の運営にかかわっていた。村では春夏には祭祀が行われるが、神事は男女対になって行われた。神事が終了すると宴（直会）となるが、宴は同時に国家の方針などが告げられる村の政治の場であった。そこでも男女差なく年齢順で座った。
また一族を束ねる役割を果たしたのは家刀自と呼ばれる女性であった。金井沢碑は他田君目頬刀自とその夫を中心に女系で繋がる3世代の一族が祖先を供養した石碑である。他田君は地方豪族の氏名（ウジナ）と姓（カバネ）であり、刀自が一帯の指導者であった可能性がある。

### 飛鳥時代・奈良時代の労働
官僚制においても唐と異なる点が見られる。唐に倣い、女性は表向き公的な役職（二官八省）からは排除され、後宮十二司に属する宮人（くにん）となったが、天武天皇「男女が並び仕えるのが道理」（『続日本紀』）としたように男女が同じ職務を行うこともあった。宮人は天皇の家政機関の意味合いが強いが、上級宮人は天皇の命令取次を担うなど実務を行う性格も持ち合わせている。また下級宮人は采女など地方豪族が貢上した子女であったが、彼女らの中には飯高宿禰諸高や伊福吉部徳足比売の様に特に出世をする人もいた。宮人になるためには読み書きは必須の能力であった。男性は大学・国学といった公的教育機関で学ぶのに比べ、女性は家庭教育によってしか学ぶ機会を得られなかった。また、国衙・郡衙など地方行政の女性参加について明確な史料は残されていないが、青谷横木遺跡からは女性官人の人形（ひとがた）も出土しており、女性も参加していた可能性が指摘されている。
養老令（757年）の医疾令により、医療制度が初めて整備された。官戸の若い女性から頭脳明晰な30名を採用し、後宮女性に対して医療業務を行う女医 (律令制)を育成する制度が始まった。彼女らは医博士により産科、外科、鍼灸の技術を口頭で教わっていた。ただし女医が具体的にどのような業務を行ったのか記録に残っていない。男性が医書を学んで育成されたのに比べて、口頭教育に甘んぜざるを得なかった女性は技量が低く、女医の実務は白粉製作や医療補助、もしくは身分の低い女性への医療行為にとどまったと考えられている。
7世紀以降になると祭祀と離れた娯楽としての宴が行われるようになる。こうした宴では歌舞がつきものであったが、場を盛り上げる遊行女婦（ゆぎょうじょふ、うかれめ）と呼ばれる専門女流歌人が現れる。従来は遊行女婦は売春を行っていたと考えられていた。しかし、後に官人の妻になる者がいることや宮人と同様に娘子（おとめ）と記されていることなどから、職種は芸能人に類するものと考えられ、宴の後での性行為は当時の開放的な男女関係によるもので売春ではなかったと考えられている。
律令制下において調や庸は男性に課されていたが、納める布の生産は女性の手によっていた。京では一部の高級絹織物や金属加工などは唐からの技術を学んだ男性が製作したが、日常の布や土師器の作成は女性職人の仕事であった。貴族や寺院は染女（そめめ）や縫女（ぬいめ）などの女性職人を雇うが、それらは雇い主の為の生産に留まっていた。こうした専業職人がいたのは、京では市場で必要なものが手に入るからであったが、やがて自ら市場で商売を行い収入を得るものが出てくる。『日本霊異記』では酒の販売で不正を行う女性が描かれるが、そこから女性が家畜、奴隷、田畑を所有するだけでなく、管理運営し富豪となる女性もいたことが分かる。

### 飛鳥時代・奈良時代の家族制度
ツマドヒ婚

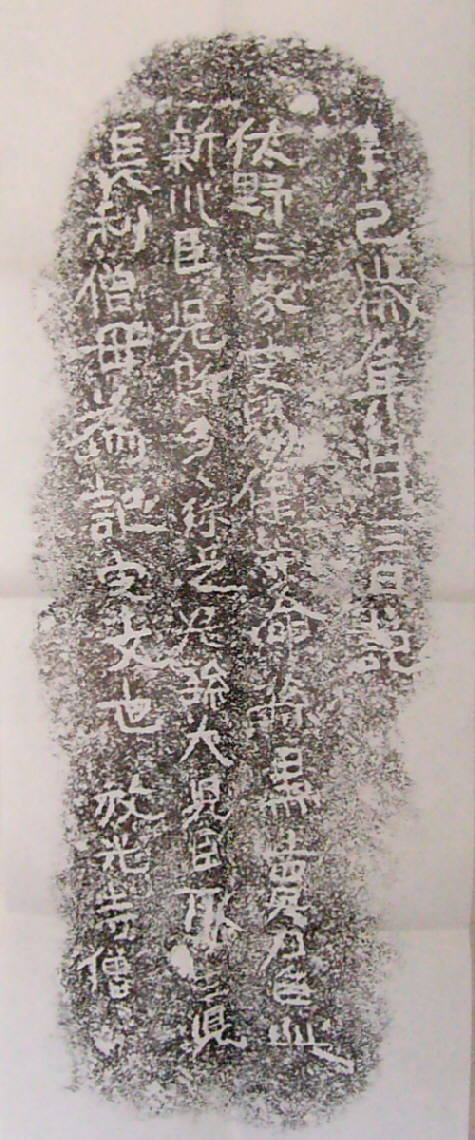
山ノ上碑 拓本

男女の出会いの場は市場や郊外であったが、特に歌垣は絶好の機会となった。出会いは求愛（ヨバヒ）と求婚（ツマドヒ）に発展した。ヨバヒは男性からのアプローチが多いが、女性から行われることもあった。ヨバヒは女性の母の監視のもとで行われた。ツマドヒのツマは夫と妻を指す言葉で、ツマドヒは男女双方から行われた。婚姻は女性側の親族に同意を得ることで成立し、男性側には規定がなかった（戸令嫁女条）。ヨバヒもしくはツマドヒが成立すると、その印として男女双方からツマドヒノタカラを贈る。
婚姻が成立すると女家が成婚式を手配するが男性側の出席者は本人のみであり、家同士の結婚ではない。また改姓もしなかった。婚姻生活は妻屋（ツマヤ）にどちらかが通う形で行われ、夫婦は育児で共同生活することはあっても基本的には別居であった。理由なく3か月以上往来が無い場合は離婚が成立したとみなされた。また妻が訪ねてきた夫を拒否する場合も離婚とみなされた。以上のように夫婦の結びつきは緩やかであったが、その理由として自立して収入や財産を持っていた豪族や貴族の女性は経済的に男性に依存する必要がなかった事や、庶民も子育ては村の親族の助け合いの中で行われていたことが考えられる。子供は母の元で育つことが多く、夫婦の財産は子供が男女平等に相続した。なおこの頃は同父同母兄弟での婚姻以外はタブー視されていない。とくに異母兄弟の婚姻は珍しくなかったが、これは母系制が残存し異母兄弟は別居しているので近親的意識が低かったことが要因と考えられている。
戸籍制度
日本で最初の戸籍は天智天皇9年（670年）の『庚午年籍』とされる。唐の制度を取り入れたため、儒教的家族秩序が見られる。家長を筆頭に20数人程度の親族が記されている。妻と妾が書き分けられ、子供も嫡子と妾子に区別されているが、地位に差はなかった。子供は父姓を継ぐので父系といえるが、母系も把握されており実質的には双系制であったと考えられる。こうした戸籍を一見すると家父長制であったように見えるが、このころの戸籍は課役管理をするための台帳であり、実際の家族形態を反映するものではなく、一般には山ノ上碑にあるように父母両方の系譜を引く双系制であったと考えられる。
8世紀頃から土地財産の私有が拡大されると親族の結びつきが弱くなっていき、流動的な婚姻関係にあった女性が困窮することが出てくる。9世紀に編纂された『日本霊異記』には貧しい母親に対し扶養しない夫や、母を養わない子供夫婦の説話がある。こうした話は社会的な変化により、女性が安定した家族生活を得られる結婚を選択するようになる世相を反映したものと考えられる。

### 女帝
7世紀まで天皇の系譜に男女の区別はなかった。『古事記』では天皇の子は生母ごとにグループ化され、男女共に出生順に「娶いて生む御子」と記され、敬称も「〇〇王（みこ）」で統一される男女混合名簿方式である。しかし7世紀末には「〇〇皇子（みこ）」と「〇〇皇女（ひめみこ）」と区別され、系譜も父系制になってゆく。そうした中で6世紀末から8世紀後半にかけて6人8代の女帝が即位した。同時代に男性天皇が7代であったことを考えれば半数が女性であったことになる。6世紀以降に王権の世襲がはじまるが、7世紀ごろの天皇は即位する年齢も高く、血統的条件だけでなく政治の実務経験に裏打ちされた統治能力を必要としていた。こうした中で女帝は血統と皇后としての統治実績を背景として即位したが、その実は嫡子が成熟するまでの「中継ぎ」であったとされる。しかし元明天皇以降は皇后としての実績を持たずに即位していく。この事は同時期に父系近親婚による血統の純化が行われ、現人神思想が高揚されていったことに関係し、8世紀末以降に成立する統治能力より血統を重視する皇位継承方式（不改常典）への過渡期と位置付けることができる。また実務経験の浅い天皇の後見人となった女性もいた。

### 飛鳥時代・奈良時代の宗教と女性

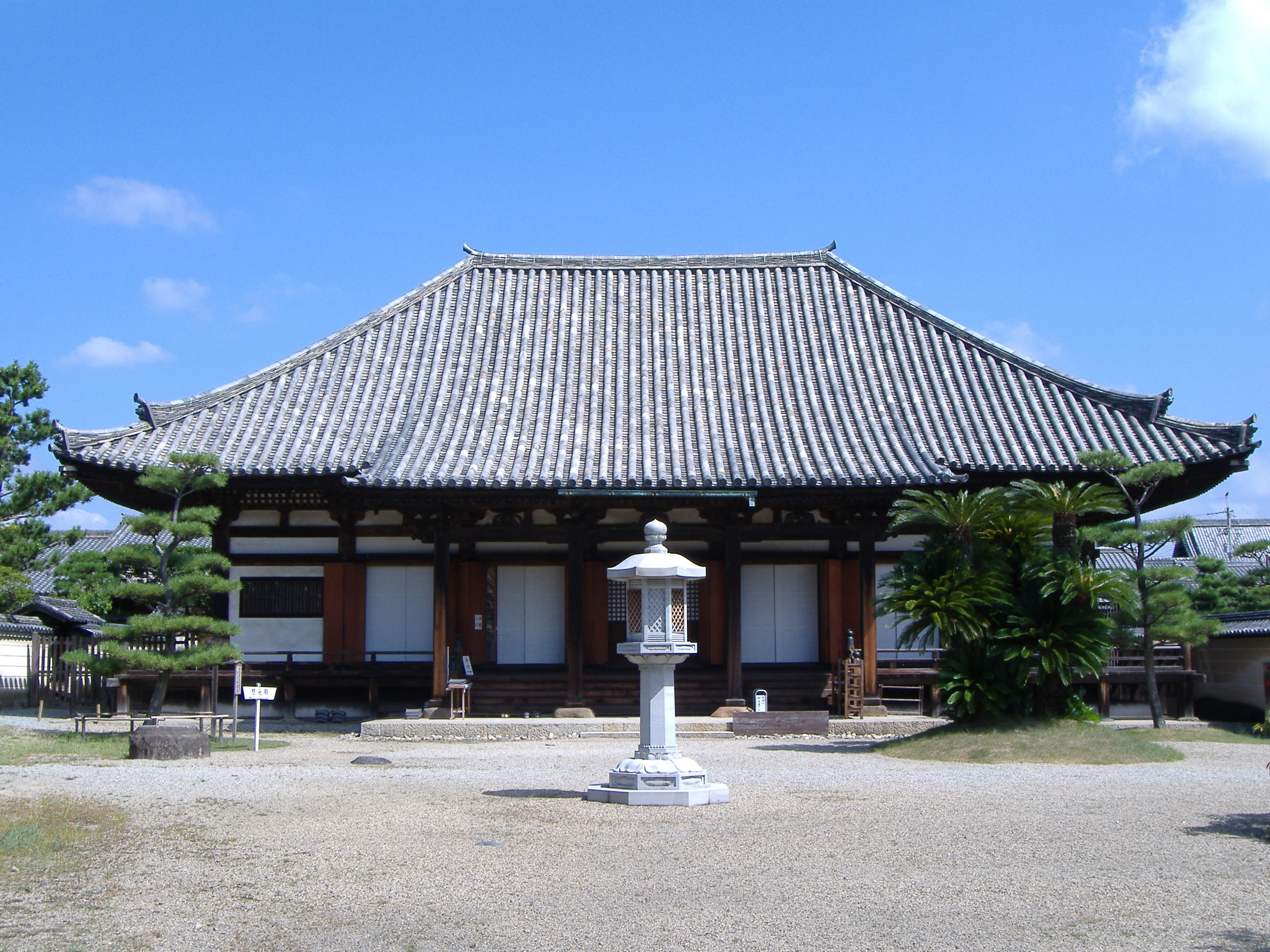
法華寺本堂 法華寺は総国分尼寺に位置づけられた

仏教が伝来し最初に仏門に入ったのは善信尼ら3人の女性であった。彼女らは豊浦寺で修業し、廃仏派に屈さず百済へ留学し日本に仏教を伝える役割を果たした。しかしその後の遣隋使や遣唐使に女性が加わることはなく、外交の舞台から女性は排除される。8世紀には正式な得度をした尼が僧と共に法会に参加し、公的な役割をもっていた。彼女らの能力は男性（僧）と変わらなかったことが『正倉院文書』から分かる。聖武天皇が国分寺を建立するさいには、光明皇后の意向もあって国分尼寺も併設されたが、定員や経営する領地規模には格差がある。また僧尼令では表向き僧と尼が対等であったが、尼は僧綱になることができず、実質的に僧の管理下に置かれた。
神道においては神祇官の規定に女性（御巫）を見出すことはできないが、『延喜式』では確認でき、少なくとも平安時代前期まで大嘗祭などの宮廷祭祀にも参加していた。一般的に神道では7世紀頃を境に祭祀者が女性から男性へ移行していったとされるが、古来男女が共同で担っていた祭祀者から女性が排除されていったとする説もある。7世紀後半から8世紀前半にかけて儒教、道教、密教の影響を受け、神道に女性不浄観が生まれる。神祇令の注釈書『古記』には祭祀で避けるべき穢悪（えお）について「生産婦女不見の類」と書かれている。
律令制時代以降、斎王と呼ばれる立場が制度化された。未婚の皇族女性が、天皇が代替わりをするたびに、伊勢神宮に一代のあいだ仕えた。この女性を斎王と呼び、斎王が住む宮殿を斎宮と呼んだ。制度として斎王が整備されたのは壬申の乱以降の大来皇女からで、斎宮は井上内親王が斎王を務めた時に整備された。
以上のように宗教行政においては女性を排除する傾向にあるが、一方で在地的な信仰においては男女差は小さい。仏教では和歌山県医王寺旧蔵の大般若経の奥書には男女が等しく写経事業の奉仕組織をつくり、中心的や役割を負った女性の名も記されている。行基は民衆の支持を集めたが、その中には多くの女性が含まれている。その理由として「儒教的家族道徳を強要する世相から女性が救済を求めた」とする説がある。神道では地方の祭祀にあたって男女が共に貢献物を捧げていた事を示す木簡が発見されており、『類聚三代格』には9世紀初頭まで女の祝（めのはふり）が居たと記されている。

### 飛鳥時代・奈良時代の対外関係
朝鮮半島では、唐・新羅の同盟（660年）によって新羅が軍事力で優位に立ち、半島を統一した。その影響で、滅ぼされた百済や高句麗から多数の難民が日本列島（倭国）へ避難し、新羅からも仏教僧らが来た。日本は難民を受け入れ、高句麗からの難民には高麗郡を設置し、新羅からの難民には新羅郡（のちの新座郡）を設置した。こうして移住した人々にも女性がいた記録がある。この他、駿河、甲斐、相模、上総、下総、下野、上野、下野などにも移住は行われた。光仁天皇の配偶者で桓武天皇の生母である高野新笠も、この時期に百済から移住した家系にあたる。のちの明仁天皇（当時）は、2001年にこの点に触れて「ゆかり発言」を残した。

## 平安時代

### 平安時代の家族制度
皇族
父系制は天皇家から始まる。皇位が父系的に継承されるのは9世紀である。9世紀初頭になると天皇家の母方親族を外戚と認識するようになり双系制が崩れる。渡来人を母系とし天智天皇の孫である桓武天皇は、諸氏に系譜書を提出させて政治的な父系継承を強化した。10世紀には官職や役職は父子で世襲することが一般的になり、政治力を行使できない女性の地位は低くなっていく。
貴族
平安時代前期では貴族の女性は自身が官職を得て俸禄を得て家を支えるなど経済的に自立しており、婚姻形態や居住形態にも明確な規定はなかったと考えられる。10世紀になると長女が婿取りをするようになり、妻方居住婚を経て独立居住婚が慣例となる。また次女以下は妻方家の支援のもと独立居住婚をした。9世紀から10世紀にかけて女性が夫以外の男性と性関係を持つことがタブーとなり、一夫多妻制が成立する。一夫多妻制では同居妻が嫡妻と見なされたが、他の女性も妾ではなく次妻とされ、子も同等に扱われた。しかし、次第に嫡妻の子が官職後継者になっていき次妻の立場は低下していく。経済的には女性も両親からの支援や相続により財産を所有していて後世ほど夫に従属していなかったが、女官の地位が低下していくと男性と経済的格差が広がっていく。女性にとって結婚の目的は父母亡き後の生活保障の意味があり、離婚権が夫にあったことを合わせると平安時代中期には家父長制が成立していたとも見なされる。平安時代後期になると婚姻形態は当初より独立居住婚となり、儀式や家屋などの支援は全て夫方両親によって行われる。また荘園等の家業が固定すると男子への相続が主となり、夫への従属を強めていく。
庶民
庶民の家にも変化があったことが史料から分かる。9世紀初頭成立の『日本霊異記』では「家長（いえぎみ）」「家室（いえとじ）」と記されていた夫婦が、12世紀初頭に成立した『今昔物語集』では「家の主」「家の女」に変化しており、家の代表が男性に限られている。この頃でも夫婦別財が原則であり田畑の相続は男女平等に行われ、女性開墾主も存在したが、『平安遺文』によると10世紀以降は女性による土地売買の記録が減り、経済活動は夫の責任で行われるようになり、女性の経済的地位が低下したと考えられる。

### 后妃と国母
天皇の后妃は9世紀になると女御・更衣の身分が新たに設置され、藤原氏などの貴族の子女が入内するようになる。その女性が生んだ子は母方で養育され、天皇に即位すると国母として政治的発言権を強めていく。この国母の権力を背景に天皇外戚による摂関政治が始まる。このような様相はかつての皇后が天皇と共に政治手腕を発揮したのと比べると、女性の栄達が母性のみに係るようになり、相対的に社会的地位が低下した事の現れと見ることができる。他には平安時代後期になると天皇の乳母の地位が向上し後宮女官の頂点に立ちその親族も栄達する事や、逆に入内しても子に恵まれず凋落する女性などにも表れている。こうした背景から摂関家の子女は、天皇の寵愛を受けるために教養を身に着けるようになり、入内に際しては豪華な調度品をそろえ、才能に富む女房を集めて従えた。こうした女性らが宮廷を華やかに彩り、女房文学などの文化を生み出していく。
11世紀になると外戚に左右されていた皇位継承権を上皇が握るようになる。この頃には正式な結婚をせずに上皇や天皇の寵愛を受けた女性が子を産む例が増える。それらの女性は子供が東宮や天皇になった後で后や女院などの待遇を受けた。中には藤原得子のように皇位継承に関与する女性もいたが、中世後期になると天皇家が経済的に困窮し国母も終わりを告げる。

### 女官
8世紀末から9世紀にかけて内裏が成立すると内侍司を除く後宮十二司の諸司は衰退し政治的役割が減っていく。女官の役割は家政に関わるものに限定されてゆき、尚侍は天皇の寵愛を受けるようになり妻妾になるなど、女官の社会的政治的な地位が低下する。また尚侍藤原薬子は平城上皇の寵愛を後ろ盾に権勢を振るうが、それに対抗するために嵯峨天皇は蔵人所を新設し、女性を統治システムから排除した。

### 国風文化と女性

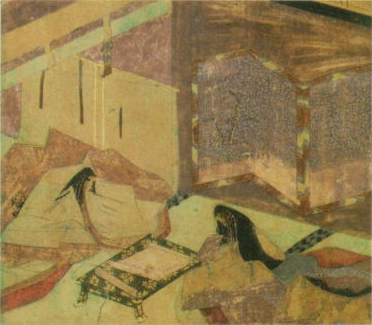
『紫式部日記絵巻』 紫式部から白氏文集を学ぶ中宮彰子

平安時代になると平仮名が現れる。漢字を「真名（まな）」とするのに対し和語表記を「仮名」と称し、その中でも音仮名（万葉仮名）を「男手（おとこで）」、平仮名を「女手（おんなで）」と呼ぶようになる。真名を使う漢詩や儒学などに対し、仮名を使う和歌や物語は一段低いものと見なされていたが、仮名は掛詞や縁語などの修辞法を生みだした。平安初期には有智子内親王の様に漢詩を読む女性は賞賛されたが、やがて紫式部のように漢籍、漢詩をたしなむ女性は非難の対象となっていく。しかし女性は仮名を巧みに使いこなし新しい文学を創り出していった。
前述のように、天皇や后妃の周辺には女房と呼ばれる侍女がいた。彼女らの役割は仕える主を盛り立てる事であり、また主家の栄華を喧伝する事であった。主家の栄達は自身の親族の出世に結びついていたのである。そのため女房は歌合で和歌を詠み、家集を編み、日記を綴り、物語を創作していく。それらにより女房は宮廷文化サロンの一翼を担ったが、一方で男女が対等ではない事への憤りも記している。それらは『蜻蛉日記』が「世に出回る物語の一端などを見れば世にありふれた虚言」と記すように、『伊勢物語』などの男性目線の物語を否定し、女性からみた結婚と人生の真実をつづる「わたしの物語」であった。『枕草子』には男性中心の身分社会への不満、『紫式部日記』には教養を隠さねばならない事への苦悩など、宮仕えする女性の苦しみを見て取ることができる。
10世紀の絵画は、物語絵、女絵、屏風絵などがあり、主に貴族社会が題材となり、男女が共有する文化だった。女絵は交換や贈り物に使われた小品画で、主に貴族の男女の恋愛を描いており、いくつかの型があったとされるが、現存していない。現存する物語絵の『源氏物語絵巻』は、女絵をもとに制作されたともいわれる。平安時代には描写の細かさに性別の区別はなかったが、のちの鎌倉時代に入ると、男性像の描写が細かくなり、女性の個人差は描かれなくなってゆく。

### 女性芸能者と売春
10世紀に成立した『和名類聚抄』には「白夜遊行するを遊女といい、夜に淫奔（いんぽん）を発するを夜発（やほち）という」と記され、売春をする女性がいたことが分かる。平安時代後期の『遊女記』には遊女は芸を披露した後に性を売っていたとあり、奈良時代の性を売らない芸能人（遊行女婦）から、平安時代になり性を売る芸能人（遊女）に変化したとされる。なお遊女はいわゆる源氏名を名乗っていることも分かる。こうした女性たちには水上交通の要衝にいる遊女の他に、街道を拠点とする傀儡子がいた。いずれも今様を謡い、中には公家や摂関家との接点をもつ女性もいた。後白河院は遊女や傀儡子を召し集めて師弟関係を結んで今様を習得し、特に乙前には手厚い恩恵を与えた。このように高い文化的素養を持つ芸能集団という顔も持ち合わせていた。またこのような芸能集団は母系制であったとされる。また平安時代後期になると白拍子が現れる。後鳥羽上皇は頻繁に白拍子や遊女を集めて宴を行った。院政期から鎌倉初期にかけて女性芸能者は蔑視されておらず、上皇や貴族の子をもうける女性もいた。

### 平安時代の宗教と女性
女人禁制と宗教倫理

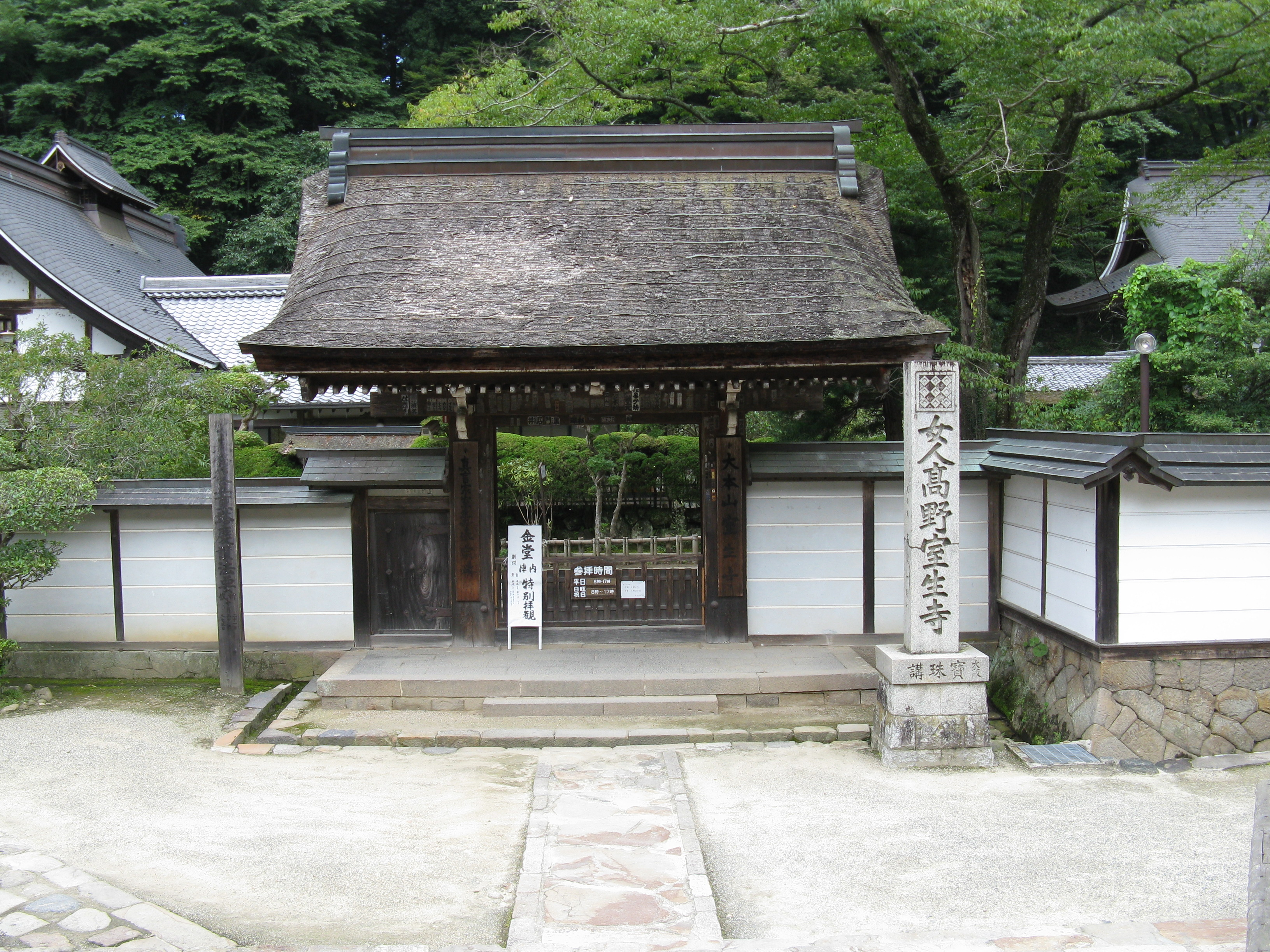
室生寺表門 近世以降に女人高野とされ、高野山に入山できない女性の参詣を集めた

民衆では『日本霊異記』に大安寺に女性が参詣する話があるように一般女性にも開かれた寺であったことが分かる。最澄は僧が守るべき戒律として「盗賊、酒、女等を禁ぜしめ」と記しているが、これは女性との性行為の意味で女性の入山を禁じたものではないと考えられる。しかし高野山や比叡山などの霊山は男性修行者の場となり女人禁制となっていく。12世紀ごろに成立したとされる『本朝神仙伝』には尼が金峰山に登ろうとするが戒地であるため果たせなかったという説話があり、この頃までには女人禁制が成立したと考えられる。女人禁制となった山の麓には高僧の母の伝承を伴う尼公堂や女人堂を建て境界とするようになる。また女人禁制の山麓の里や寺の周辺には里坊を中心に修行をする僧の母などが集まる。彼女たちは僧衣の洗濯をするなど、修行生活を背後から支える役割を担っていた。
平安時代になると戒律制度にも性差が生まれる。得度をする官尼の数は減り、公式な法会の機会も減少した。平安京内の東寺・西寺は共に僧寺であり尼寺は無い。また古来の尼寺も衰退していき僧寺に変えられるなどした。一方で私的に出家をする女性はむしろ増加し、10世紀頃から夫の死後に後家尼となる例が増えた。彼女らの活動の拠点は尼寺ではなく僧寺の周辺、女人結界の周辺にあった庵などであった。臨終などに際しては完全剃髪とし、「僧になる」と称した。これは女性は一度男性に生まれ変わらなければ往生できないとする「変成男子」などの女性観によるものである。
儒教的価値観
『続日本後紀』には死別した夫の墓の傍らに小屋をつくって長年夫の霊に仕えた女性を節婦として顕彰した記述がある。この価値観は儒教に見られるもので、こうした模範的家庭道徳を広まることで徐々に男尊女卑へと教化されたと考えられる。
民間信仰
病気の原因に物の怪が関わっているとする思想から、10世紀以降に病気の治療や出産で物の怪を祓うための ヨリマシ（依坐）と呼ばれる役割があった。ヨリマシには女房や女童（めのわらわ）が選ばれ、物の怪を憑依させることで病が治ることを目的とした。11世紀以降、次第に巫女などによるヨリマシの職業化が進んだ。
斎王
天皇の皇女が代替わりまで伊勢神宮に仕える斎王（斎宮）の制度は、平安時代も続いた。平安京の賀茂神社でも斎王が選ばれるようになり、斎院と呼ばれた。しかし朝廷の財政難により維持が困難になり、最終的に中世の建武の新政で斎王が選ばれなくなった。

### 軍事貴族と女性
10世紀になると地方豪族や有力農民が蜂起をするようになる。彼らを鎮圧したのが後に武士団となる軍事貴族である。清和源氏や桓武平氏など臣籍降下した貴族は地方へ移住して、地方豪族と血縁関係を結んだ。父方の血脈と母方の地盤を継承して勢力を拡大しつつ、一族郎党を主従関係で組織し、12世紀には武士団が成立する。
11世紀の前九年の役を描いた『陸奥話記』には戦場で敵軍を挑発する女性が描かれており、戦乱の中に女性も居たことが分かる。また妻が夫と共に殉死することが「貞淑な女性」との認識も見て取れる。10世紀の平将門の乱を描いた『将門記』では戦に敗れた敵将の妻が犯される描写がある。

### 平安時代の対外関係
9世紀から日本、朝鮮半島、中国を結ぶ貿易が海商によって行われた。海商の中には大宰府や博多近辺で家族と暮らした者がおり、日本の女性との間に子も生まれた。女性たちの名は記録に残っていないが、海商の周文裔と日本女性の息子が貿易に関わり、摂関家や皇族と交流した11世紀の記録がある。宋人の海商は博多の唐房（唐坊）と呼ばれた地域に暮らすようになり、12世紀末には宗像大宮司家が宋人の女性と婚姻関係にあったという記録もある。

## 鎌倉時代から安土桃山時代

### 鎌倉時代から安土桃山時代の家族制度
家の成立
11世紀末から12世紀頃に嫡子継承される家が成立した。財産は男女の庶子にも分与され、分家することもあった。家督は直系だけに限らず兄弟相続もあった。結婚は嫁入り婚になり独立居住婚である。12世紀頃には夫婦は一生連れ添うものという考えが生まれる。互いの配偶者を文章で「縁友（えんとも）」と称するようになるが、仏縁により共に極楽往生することを祈る意味である。一夫一妻を実践した夫婦も多かったが、貴族や武家では一夫一妻多妾になる。また中世には名字が生まれる。名字は居住地に由来するものがあり、嫁入りで居住地が変わると名字が変わる例がでてきた。
嫁入りした妻の地位は低くはない。13世紀の記録には、大友能直の死後に地頭職と所領の一切を妻にゆだね、それを妻は17年後に子供に分与したとあり、妻が財産の管理処分権を有していたことが分かる。また親から子への相続は男女問わず分割相続が基本であった。しかし相続均等ではなく嫡子（長男に限らず親の意思により決定）に多く相続され、少ないながら嫡子が女性であることもあった。中世後期になると嫡子以外の庶子には所領相続権が失われる。こうした事は弘安の役の後に幕府が所領を女性に相続することを制限してから広がり、背景には恩地を与えられない窮状があったとされ、結果として家の相続から女性が排除された。

### 武士と女性
前述のように武士の一族を結びつける役割をしたのが嫁入りした妻である。妻を媒介して家、特に舅と婿が強く結ばれていたことは鎌倉幕府追加法に訴訟の時に退席すべき奉行人として相舅が見られることや、婿が含まれるが嫁は含まれていないことから分かる。また『承久記』や『真名本曽我物語』に描かれた戦闘場面にも舅と婿の絆の強さが表れている。こうした舅婿関係は「親は子を庇護し、子は親へ孝養すべし」とする御家人社会の家族倫理によるものと考えられる。一方で父親と同様、母親の権限も強かった。祖父母や父母に敵対するものは厳しく罰せられその罪は子にまで及ぶなど、父母が同等に扱われている。また乳母（めのと）が繋ぐ絆もあった。この場合、乳母であっても授乳をしない場合もあり、養君の後見人の意味が強い。乳母の夫は烏帽子親になることもあり、その子（乳母子（めのとご））も含めて主従関係を結んだ。
鎌倉幕府と主従関係を結んだ御家人は将軍といわゆる御恩と奉公と呼ばれる互助関係となるが、幕府への奉公は親族単位で行われ、少数ながら女性が加わる場合もあった。なかには『平家物語』の登場人物巴御前のように、軍役に付いた女性もいた。また夫亡き後には後家が惣領を継ぎ、一族に号令をかけることもある。戦国時代の寿桂尼は夫今川氏親亡き後、幼い後継者今川氏輝に変わり公文書を発給し国政を担った。北条政子は後世に尼将軍と揶揄されたが、そもそも武家社会一般にみられる後家に求められた役割であったとされる。日野富子も後世に応仁の乱の原因とされ「悪妻」と呼ばれるようになるが、多くは『大乗院寺社雑事記』を根拠にしていた。2000年頃からは『兼顕卿記』などの史料を用いて日野富子の活動が再評価され、むしろ乱を収拾したと考えられるようになっている。
室町時代になると大名などで政略結婚が行われるようになる。ただし「嫁す」の言葉は男性が婿入りするときにも用いられることから、女性の家への従属は明確ではないとされる。嫁ぎ先での妻の役割は子供たちの教育や家内の統括であり、権限も強かったと考えられる。また『毛利家文書』によると1550年に毛利元就が井上元兼を誅殺した際には妻の尾崎局に誅殺した理由を丁寧に説明しているが、これは尾崎局が実家の大内家との外交官的な役割を担っていた為と考えられている。また成田甲斐姫や二階堂盛義夫人のように戦場で気丈に生きた女性もいた。

### 村落での女性

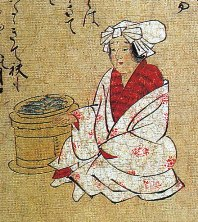
『三十二番職人歌合』 桂の女

土地台帳や惣村の代表者に記されるのは男性で占められるが、これは荘園などの土地制度の広がりと共に百姓に政治的な影響があったためと考えられる。しかし現実には女性が領地を所有していることもあった。中世集落では村落の神社などの普請にあたり女性の寄進も残されており、また祭祀においては女性座が設けられるなど神事にも携わっていたことが分かる。こうした神事は村落の政治の場でもあり、村落運営に女性も関わっていたと考えられる。また南北朝時代には、百姓が横暴をはたらく下司への対策を練っていた場に下司が夜討ちをかけ、住民が犠牲になる記録があるが、その中に女性2名が含まれており、重要な寄合に女性が参加していたことが分かる。中世後期の惣村では領主と対立すると土一揆や逃散で抵抗をした。逃散は住民が家を離れる抗議行動であるが、女性らは夫と行動と共にせず家に籠って生活拠点を護ったとされ、それぞれの場所で共に領主に抵抗したと考えられる。
一方で都市の職人、商人では女性も珍しくない。1500年頃作成の『七十一番職人歌合』にある142種類の職業のうち34人が女性である。女性が描かれた職業は食糧製造販売、衣料製作、日用品販売、芸能などである。なかには夫（浦人）が捕った魚を売る桂女のように家内で分業しているものもある。また、座の代表を務める女性もいた。京で紺灰を販売していた座の一つ賀々女流の座権利は後に娘に譲られている。

### 鎌倉時代から安土桃山時代の宗教と女性
女性不浄感と民間信仰

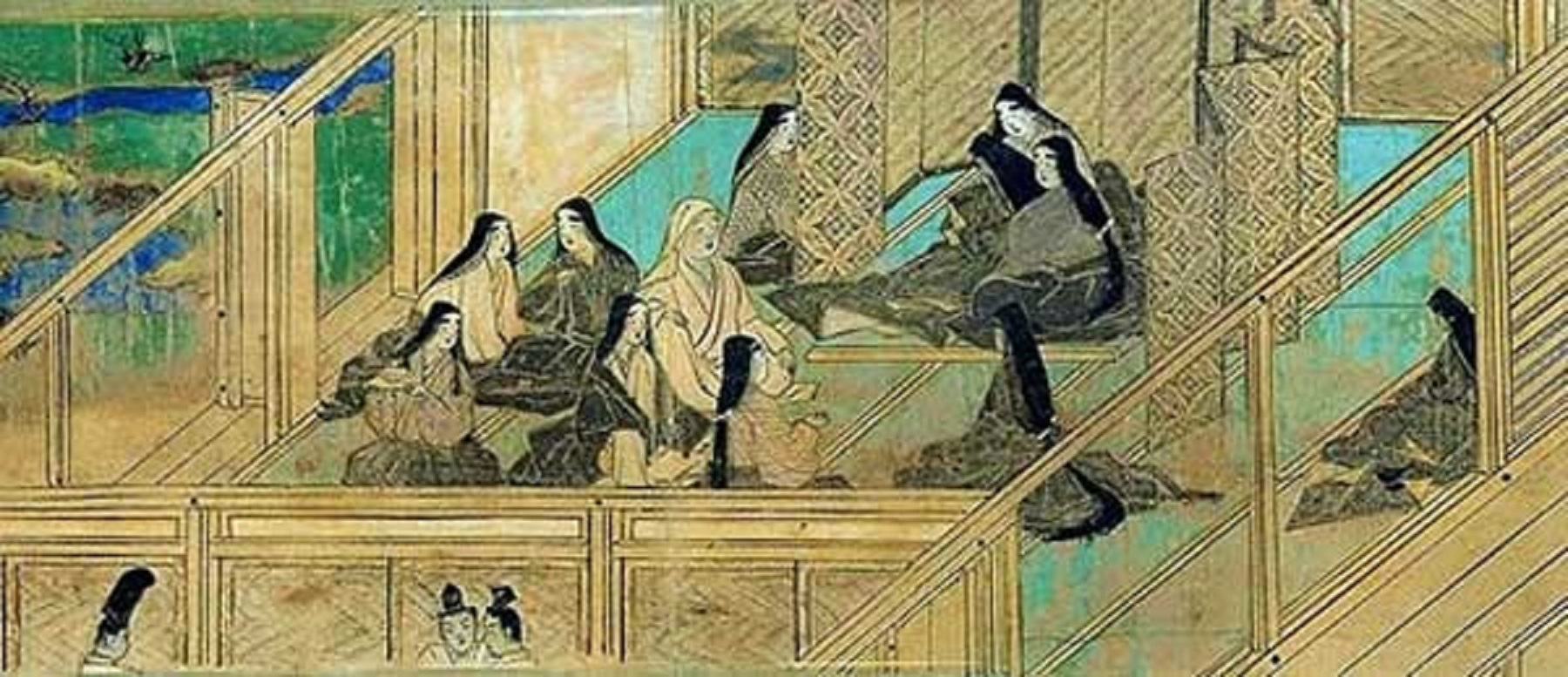
『法然上人絵伝』

9世紀後半の『貞観式』には血穢が成文化していたが、室町時代になると『血盆経』が普及してお産で亡くなる女性は血の池地獄に落ちると説かれるようになり、さらに中世末期の『三国因縁地蔵菩薩霊験記』では死産は女性の前世からの業によるもので地獄に落ちると観念されるようになる。対して鎌倉仏教は女性を救済する立場をとり女性の信心を集めたが、先の女身垢穢など女性不浄感を強調する点は変わらず、念仏などの功徳により変成男子によって成仏しうると説くものであった。一方で『盂蘭盆経』では母の恩に報い母を救い成仏させることが僧の課題に位置付けられるなど、母性を尊重する思想が広がる。また女性側も女性不浄感を受容し息子の功徳により往生を望むことを理想とするようになっていくが、これは母性に女性の存在価値を閉じ込める方向への変化と位置付けられる。一方で禅宗を中心に尼五山など尼寺も多く建立された。曹洞宗の了然尼や臨済宗の無外如大などが著名であり、真言律宗では古代尼寺を復興し社会救済活動を行うなどした。
民間信仰と芸能
中世には歩き巫女と呼ばれる集団があった。彼女らは声聞師と共に行動し、津々浦々を遍歴して求めに応じて神おろしを行った。歌舞伎の祖といわれる出雲阿国は歩き巫女であったと言われる（後述）。同じように白拍子や曲舞々などの女性が軽業師と共に雑芸人集団を形成していたが、これらは平安時代の傀儡子の系譜を引くものである。曲舞の名人とされる百万は能にも影響を与え、祇園祭の曲舞車で舞ったとされる。また寺社の勧進をすすめる存在に熊野比丘尼がいる。彼女らは声聞師と共に行動し、絵解を行って民衆へ熊野信仰を広めて造営資金を集めた。また弱体化していた伊勢神宮を再興するため勧進や大名への働きかけを行い、129年途絶えていた外宮の遷宮を復活するなどした守悦上人や清順上人も勧進比丘尼であった。このように中世には民間信仰を広め芸能を支えた女性たちがいた。

### 性愛の不平等
御成敗式目によれば、強姦和姦を問わず、他人の妻と密通したものは男女とも処罰するとあるがこれは形式的なもので、実際は密通する男の殺害が容認され、女性は制裁されなかったとされる。既婚女性は全ての婚外性行為を処罰されるが、既婚男性は既婚女性を対象としないと処罰されない点に格差がみえる。また「辻で女を捕えてはいけない」とあり御家人に対し停職などの処罰があったが、これは辻において男女の自由な恋愛を禁止するものであった。
南北朝期ごろから売春を主とする遊女が現れる。路上で客引きをする遊女を「立君（たちぎみ）」、屋内で客を引く遊女を「辻子君（づしきみ）」と称し、京の遊女屋は公家の久我家に公事銭を納めて座を形成していた。やがて室町時代末期には公的に認められた「傾城町」が成立し、後の遊郭へとなっていく。

### 鎌倉時代から安土桃山時代の文化と女性

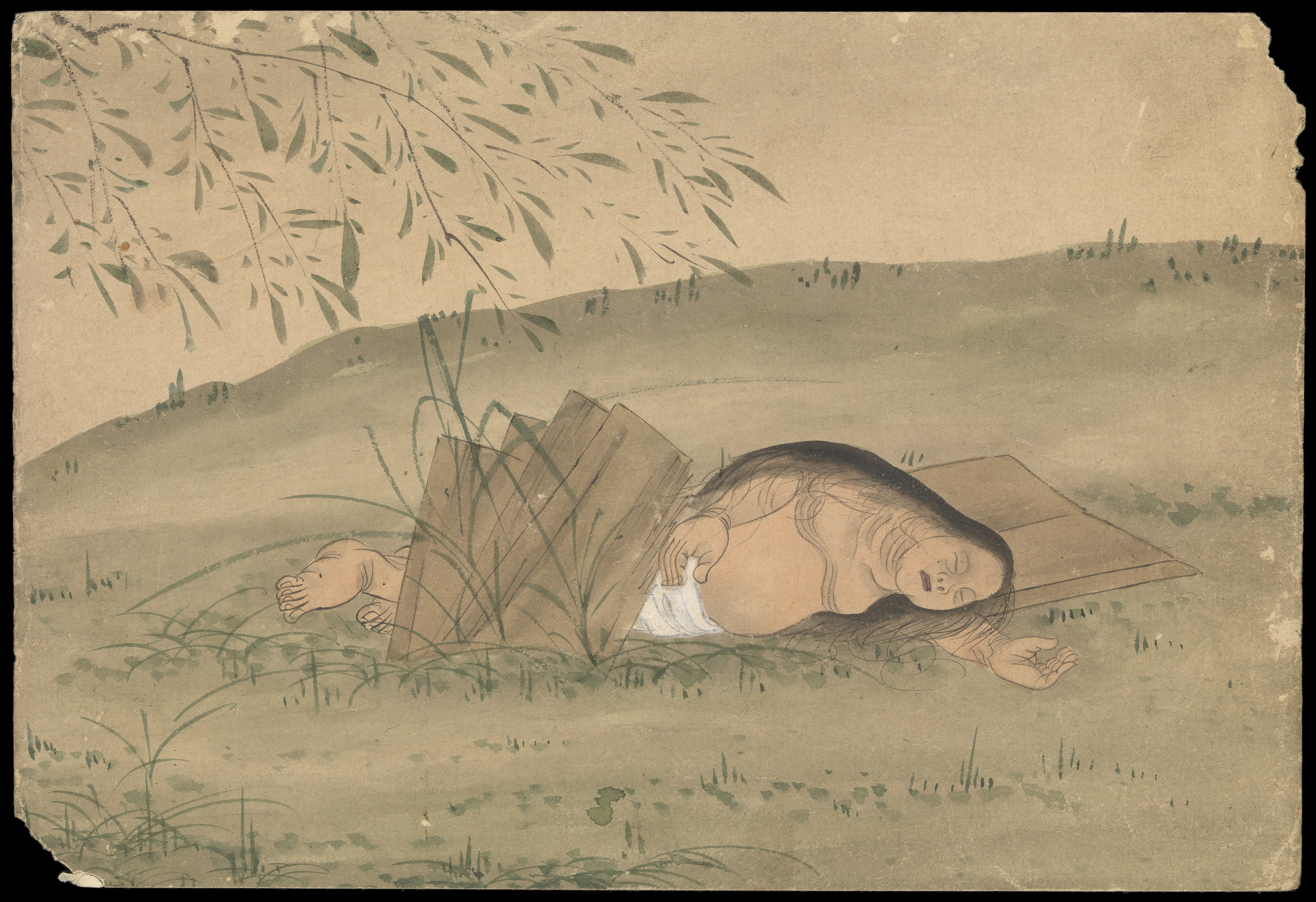
『九相図』（小野小町）の一部 狩野派の英一蝶作とされる。

鎌倉時代に入ると、絵画では男性の描写が中心となり、女性の描写は表情や装束などの個性よりも身体的な特徴が強調された。たとえば『平治物語絵巻』は絵画の制作を命じた貴族が主な鑑賞者であるため、上級の男性貴族は犠牲者として登場せず、犠牲者となる女性を通した性差別と、暴虐行為をおこなう武士を描く身分差別がある。『紫式部日記』をもとにした『紫式部日記絵巻』は、男性貴族が新興勢力の武士に対して自己正当化をするために描かれ、男性を大きく描き、女性は平安時代よりも小柄に描かれるようになった。
仏教には肉体に対する執着を断ち切るための不浄観という修行があり、その思想をもとに死体が腐敗して白骨化する様子を表現した「九相図」という絵画も描かれた。僧に男性が多かったため、九相図では若い女性の肉体が選ばれた。女性の美貌に魅了されていた男性が、女性の肉体を通して不浄に気づいて出家するという仏教説話も多く書かれた。信仰心に尊い女性が、自分の肉体の不浄を見せることで男性を発心させる物語としても機能した。

『阿国歌舞伎図』出雲阿国を描いた最古の屏風絵。京都国立博物館収蔵

中世までの芸能は、白拍子や巫女をのぞくと男性の専門集団が中心だった。中世後期から女性芸能者が増えた。鎮魂の意味をもっていた念仏踊や、華やかな装いをする風流踊と呼ばれる踊りがあり、そこからややこ踊が舞台芸能として生まれ、少女らによって踊られた。出雲阿国と呼ばれる女性が、ややこ踊をもとにかぶき踊を始めたとされ、阿国は脇差や袖無し羽織など男性の格好で演じて京中で人気を呼んだ。阿国は十字架や数珠の首飾り、覆面を身につけていた伝承もあり、歩き巫女などの遊行芸能に近かった。かぶき踊の評判は遊郭にも届き、六条三筋町では遊女歌舞伎が始まった。遊女歌舞伎は性的な魅力を強調して人気を呼んだが、のちに徳川幕府によって禁止されていった。
障害者の女性は、芸で生計を得ることもあった。『天狗草紙』（1296）には、東寺の門前で鼓を演奏する視覚障害者と思われる女性がいる。中世では、群衆が集まる有名な寺社の門前でこうした女性が芸を披露したと推測される。室町時代には盲御前（めくらごぜ）と呼ばれ、のちに瞽女（ごぜ）と呼ばれるようになった。

### 鎌倉時代から安土桃山時代の対外関係
海外からみた日本の女性
宣教師ルイス・フロイスは『日欧文化比較』において16世紀の日本の女性について「純潔を重んじない。それを欠いても名誉を失わなければ結婚できる」「夫に断らずに好きなところに自由に行く」「しばしば妻が夫を離縁する」「夫婦であっても財産は別で、時に妻は夫に高利貸しを行う」などと記しており、欧米に比べると女性が自立していた様子がうかがえる。一方で、堕胎の多さや戦場で拉致される女性や子供たちについても記している。また朝鮮王朝の使節・宋希璟は『老松堂日本行録』に「遊女が多く通行人を強引に店に引き入れる」「寺では僧尼が同宿しており、尼が妊娠しても出産後にまた寺に戻る」など「奇なること多し」と記している。
奴隷売買と海外居住者
戦国時代以降は、雑兵と呼ばれた兵士が人や物を略奪する乱妨取りを行い、乱妨取りで捕らえた捕虜を人買の商人に売り渡すようになった。ポルトガルの商人が来航すると、ポルトガル商人にも捕虜を売る者が現れた。豊臣秀吉はバテレン追放令で海外への人身売買停止令を出したが、他方では九州平定の豊薩合戦（1586年-1587年）で捕虜になった豊後や肥後の女性や子供が売買されるのを容認した。また、朝鮮半島での文禄・慶長の役（1592年-1593年、1597年-1598年）では人捕りを禁じつつも、捕らえた朝鮮人から技術者や女性を献上するように大名に命じた。
奴隷貿易で取り引きされた日本人は、世界各地へ運ばれた。特に中継貿易で栄えたマカオには、ポルトガル人の伴侶として日本人女性が多く暮らしたと推測される。各地に残る訴訟記録から、売買された日本人側は奴隷ではなく年季奉公として解釈していた者もいたとされる。取り引きされた日本人は洗礼名をつけられ、女性の洗礼名も各地の記録に残っているが、日本名はほとんど分かっていない。こうした女性たちの中には、資金を貯めて独立したり、主人の死後に解放されたりして自由民となった者もいた。

## 江戸時代

### 幕藩体制と女性
江戸時代初期には足利氏姫のような女性領主もいたものの、それ以降は旧来の開発領主的土地所有は否定され、封建的土地所有である幕藩体制となる。知行を与える権利は、大名旗本に対しては将軍、藩家臣に対しては大名が掌握する。また相続は知行の再恩給と位置付けられ、享保期以降に幕令で長子単独の相続が徹底される。男子がなく養子をとる場合にも筋目が重視され、男系優先主義が貫かれた。こうした状況で一部の例外を除き家督相続はもちろん所領の相続から女性が排除された。婚姻については私婚が禁止され、さらに享保期には無許可での婚姻が禁止される。中世に武家が政略結婚などにより、女性が家と家を繋いでいた役割は失われた。正室は人質として江戸に住み、世継ぎを絶やさぬために一夫一妻多妾制がとられる。また江戸時代後期には系図編纂から過去に存在した女性領主の存在が意図的に消される。
将軍家や大名家の内部においては「表」と「裏」に性別分業される。主人とその家族のそばで奉仕する女中は活動の場を奥に限定される。しかし奥も政治と無縁ではなく当家にとって重要な、後継ぎを養育する場であった。正室は自ら生母とならない場合も、側室の生んだ子や養子と養親関係を結び、養育の責任を負った。また表の年中行事などに際しては家臣から挨拶を受けて主従関係を構築する。江戸時代初期には奥女中は乳母を中心に名家出身であることも多く、春日局のように政治的に重要な役割を果たす女性もいた。17世紀半ばには奥女中の職制も進むが、鳥取藩の米田という女性が最下位の半下から最高位の年寄になったように出世も可能であった。待遇は俸禄こそ表の男性家臣団より低いものの、養子をとって家の相続を認められる例も少なくなかった。また幕府女中は30年以上勤めると生活に困らない手当が支給されていた。こうした奥が幕政、藩政の危機に直面し政治力を発揮する場面もあった。鳥取藩池田家では桂香院が世継問題で決定権を行使した。また幕末には天璋院が江戸城無血開城に際し江戸府中を静謐に保つよう命じている。

### 庶民の女性
江戸時代の農村支配は年貢村請制となる。用水の利用など重要な事柄は村寄合で決定されたが、参加ができるのは家の当主のみであった。農民の家督相続について法的規制はなかったが、実質的には長子単独相続制であり、寄合に女性が参加することは稀だったと考えられる。しかし少ないながら17世紀前半には庄屋を女性が世襲することもあった。18世紀になると庄屋を輪番制や入り札によって選出するようになるが、女性が投票した記録もある。
江戸時代になると家族そろっての逃散がみられる。1643年の会津藩では年貢が重さから妻子共々2000人が隣国に、1690年には延岡藩山陰村から1400人が高鍋藩へ逃散した。また一揆や騒動では男性が中心であったものの、天明の飢饉からは女性の嘆願を発端として米騒動に発展するようになり、19世紀になると打ちこわしにも女性が加わる。幕末には品川の漁師の女性がお台場建設に伴い漁場を荒らされたため、新しい漁具の使用許可を求めて北町奉行役宅の前で座り込みをしてこれを認めさせている。この時は女性の抗議を男性が差し入れなどをして支えた。
町人においても相続に法的規制は無かったが、17世紀中頃には生前に被相続人を届け出る制度ができ、享保期には大阪町方に「女性が相続する場合は公儀に願い出て、1期3年に限るよう」に制約が掛けられた。一方で家財相続については京都・近江などでは分割相続が行われることもあった。商人の妻は内助の功で家業を支えた。呉服問屋越後屋の初代三井高利は「妻の心が宜しければ次第に家は繁盛する」とし三井家の繁栄に妻寿讃の貢献を讃えている。中には三井高利の母三井殊法や木綿問屋柏屋の柏原りよのように夫の没後に店を切り盛りする女性もいた。
裕福な農家では婚姻は家と親族が関与した。江戸時代後期になると、縁談は仲介人を通して持ち込まれ、見合いは当人同時ではなく夫方の家長である舅と嫁候補の娘で行われる。舅が気に入ると改めて嫁を貰いたいという申し入れをし、結納や婚礼などの準備は親族同士で進められ、本人たちは婚礼まで顔を合せなかった。大きな商家の本家では親類を招いて「入家」という儀式を行う。その後、婚礼と表披露が行われるが、表披露では町内の人びとも招いて宴を設ける。どちらの婚姻も親の同意と仲人が必要であった。
江戸時代では離婚と再婚は少なくない。武家の縁組を分析すると離婚率が11.2%で、離婚した女性の再婚率は58.65%であった。離婚は両家の協議による「熟談離婚」が多く、まとまると夫が離縁状を出した。離縁状には理由は記されず、3行半程度であることから「三行半」といわれた。妻が離婚を望む場合は、願い出るのは妻の父か兄に限られていた。夫が離婚に応じない場合は縁切寺に駆け込む。

### 江戸時代の労働

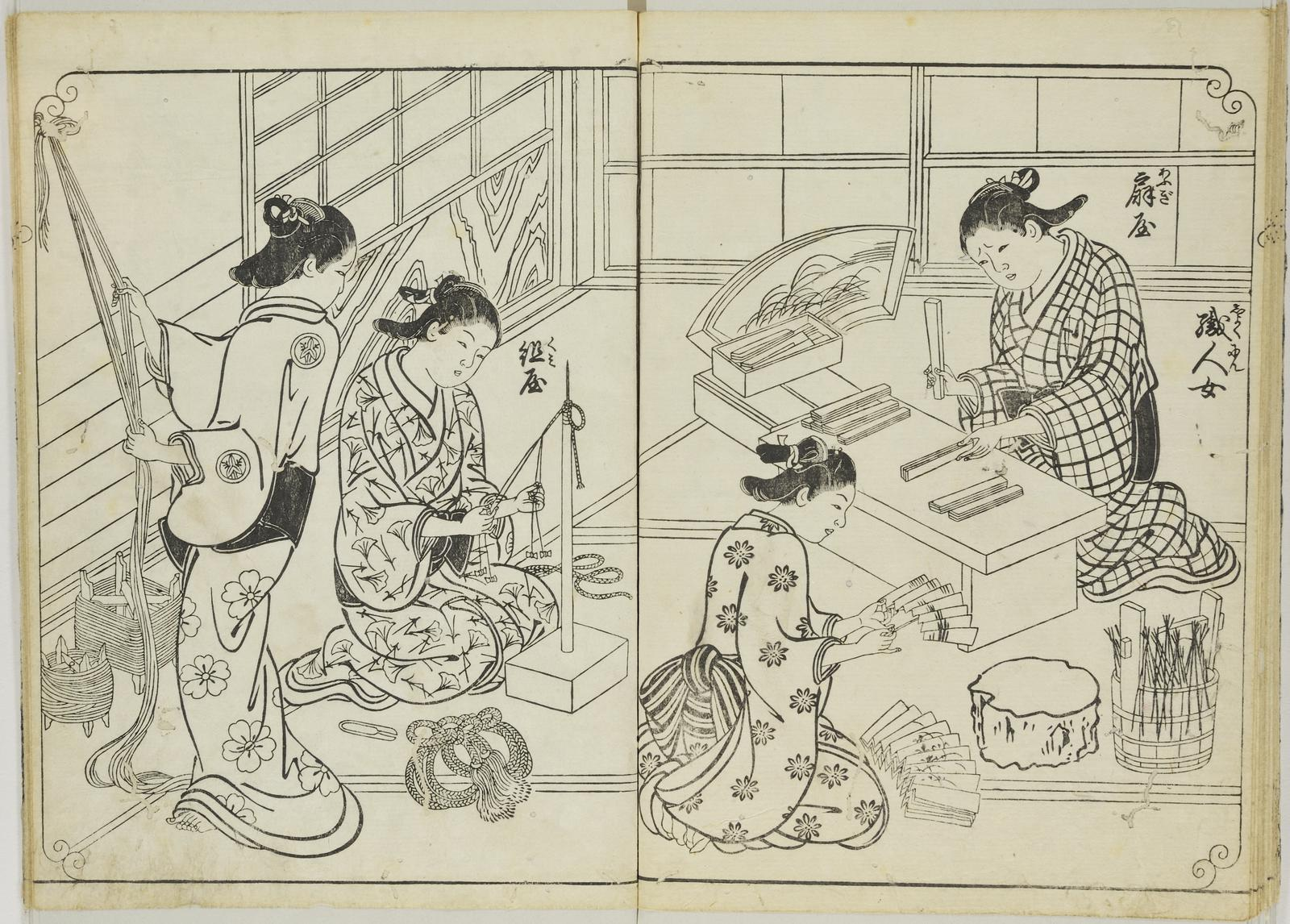
『百人女郎品定』 扇屋と組紐屋

戦乱が収まる17世紀には生産力も高まり経済が成長する。農民は稲を中心とした食物生産の間に桑、綿、楮、藍、菜種などを生産したが、とりわけ綿と養蚕は女性が担った。多摩郡では真綿永、紬永という税が掛けられていたが、この負担は実質的に女性が担っていた。18世紀末には尾張では綿の産地であったため縞などの特産地となる。生産には農家の女性が従事し、多くは織機を借りて手間請けする「出機（でばた）」と呼ばれる雇用であった。また京の染物でも周辺の百姓に絞り染めを委託していた。
大きな農家では小作人を抱えていた。雇用形態は人身売買は禁止され年季の年数も限られたため、短期の年季奉公から19世紀半ばには日雇いへと変化する。賃金では年季奉公では天保期まで男性の60%から85%であったが、幕末期になると92%程度まで差が縮まる。
都市部においては手工業を担った。18世紀半ばの『百人女郎品定』には糸繰り、機織り、染物などのほか扇折、そうめん粉引きなどに従事する女性職人が描かれている。女髪結いが流行りだすのも18世紀末ごろと言われる。遊女まがいの髪型は「風紀を乱す」として規制の対象となることもあったが、女性の職業として定着していった。

### 庶民の子供と教育

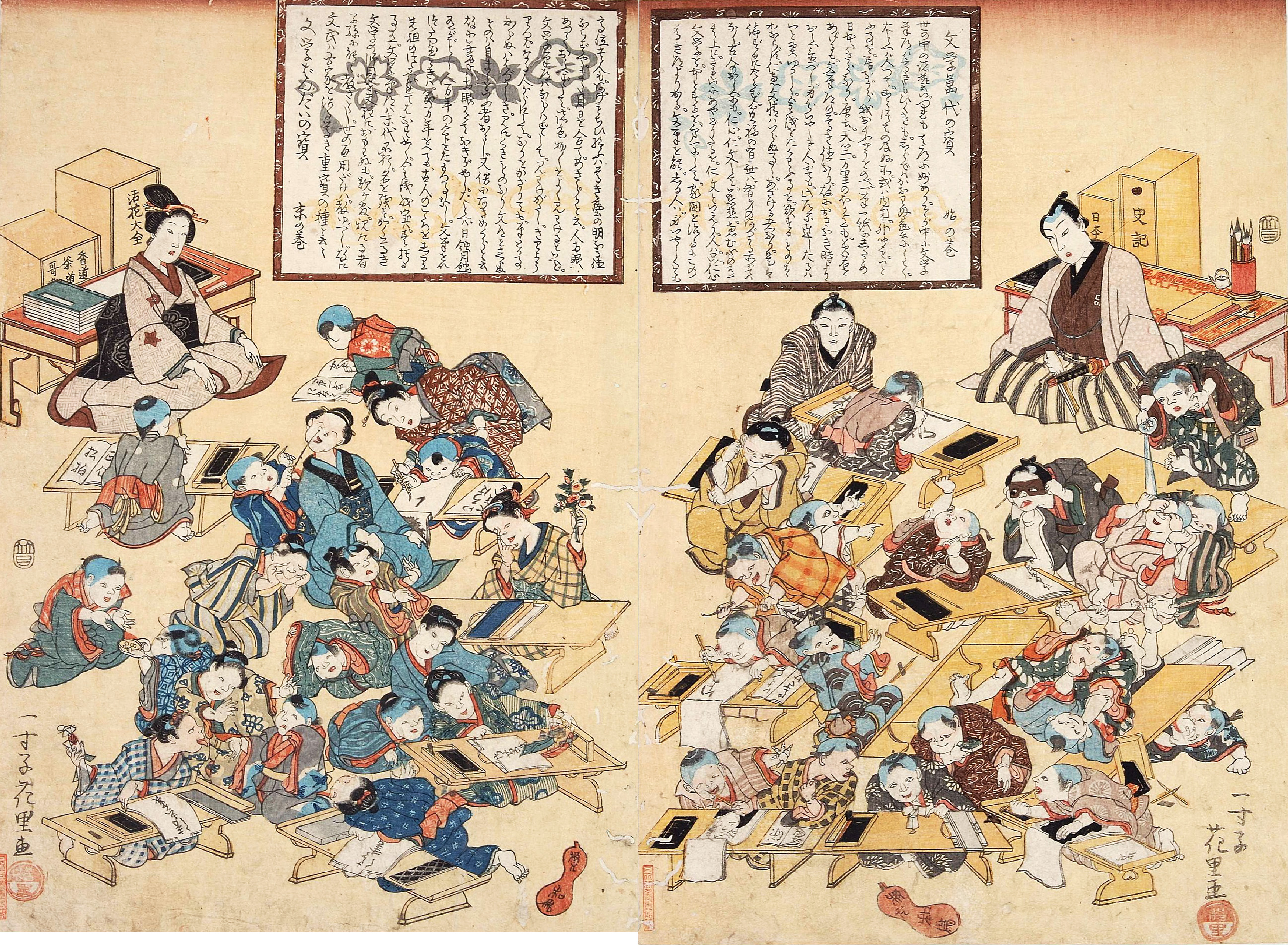
『文学万代の宝・末の巻』寺子屋と女師匠

江戸時代になると男系小家族が多くなる。「嫁して7年子無きは去る」という儒教の教えもあり、女性は家を継ぐ男子の出産を求められ、また後継ぎを求めるために妾を持つことも正当化された。ただし男子に恵まれない場合に養子、婿養子をもらうことは容易であった。女性は健全な子供を産むことが課題となり17世紀末になると妊娠出産の啓蒙書が普及したが、「愚かな女性に健全な世継ぎを産ませる」という背景があった。
17世紀には庶民の初等教育を行う寺子屋が開設される。19世紀になると飛躍的に数が増えるが、寺子屋の経営者にも女性がいた。明治元年の調査によれば全国15512の寺子屋があり、179か所が女性経営者であった。これらの寺子屋では女師匠を多く雇い、生徒も女生徒の比率が高かった。また女子は武家や公家に行儀見習いに出るという手段もあり、そのために三味線や琴などの稽古が流行した。こうした背景のなかで1837年に奥村喜三郎は女学校を建てるべきだと主張した。設立趣意書には読み書きと行儀、長刀、小太刀を身に着け、機織り、裁縫などを教えるとされたが、計画のみで実現しなかった。

### 裁きと刑罰の男女差
18世紀半ばに成立した『公事方御定書』では密通で妻の貞操が犯された場合、夫はその男女を殺害しても罪に問われないとされた。経済的に余裕のある夫が妾をもったり娼婦を買ったりする事と比べると、男女差は明確である。また既婚女性に対する強姦犯は死罪であるのに対し、未婚女性に対する強姦は重追放と罪の重さが違う。こうした犯罪は女性の人格侵害よりも、妻を管理する夫の権利の侵害の方が重く見られていた。一方で密通以外の刑罰について男女の性差はなかったが、江戸時代後期に諸藩で制定された刑法典のひとつ、熊本藩の『御刑法草書』では殺人などの「死罪にあたるほどの罪を犯した女性以外には刑罰を科さない」「刺青や強制労働を科さない」「拷問、刑罰は産後100日間まで免除」などの一定の保護があった。こうした区別が生まれた背景は「女性はわきまえ無く道理が分からないから」「女性は男性の勧めのままに罪を犯す」（『古類集』）など「女性に責任能力の欠如がある」という前提があった。
刑罰では女性にしか見られない罰がある。「奴」は望む者の家に罪を犯した女性を下げ渡し、家内労働に使役させる刑罰と思われる。「髪を剃る」は剃髪する刑罰で、婚姻規範を破った女性に科された。一方で男性にしか科されない「敲き（たたき）」は公衆で上半身裸にして麻糸などで巻いた竹で叩く刑罰で、女性は入牢で代替した。

### 遊郭

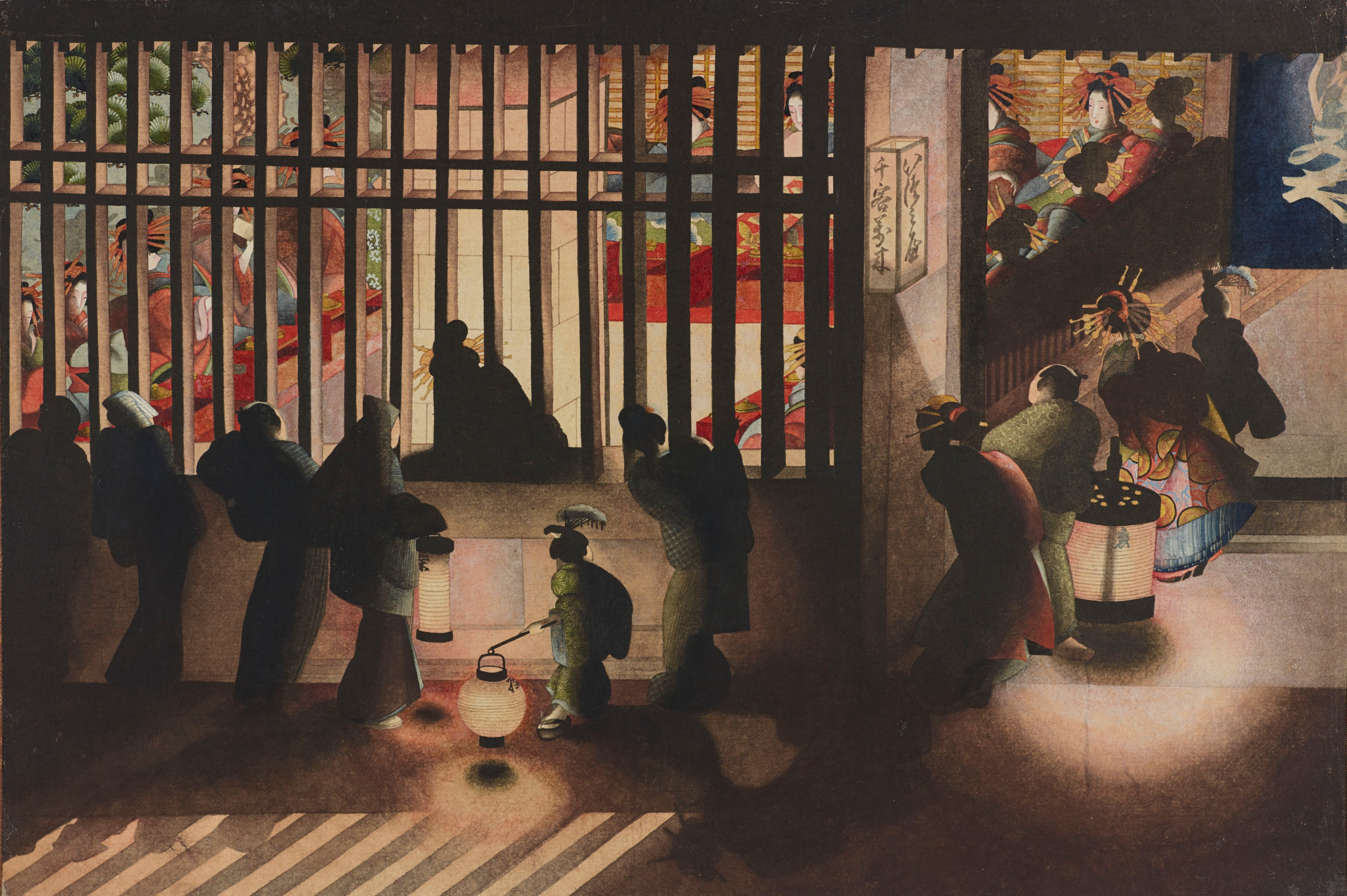
『吉原格子先之図』葛飾応為

幕府は人身売買を禁止し10年以上の奉公を禁止したが、遊女だけは黙認された。寛永期までに4か所の傾城町を公認し、一か所に囲い込みを行った。こうした遊所は遊女が逃げる事を防ぐため、周囲を塀や堀で囲い出入口を大門に限定して、その様子が城の曲輪に似ることから廓（遊郭）と呼ばれた。遊女となる女性は14歳ほどで身売りされ、年季は10年前後であったとされるが、いつまでも遊女奉公から抜けられない人もいた。こうした遊女が吉原の最盛期では6000人ほどいて、その他に遊女見習いとして新造や禿がいた。
一方で遊郭の遊女（公娼）以外の売春（私娼）は取締りの対象となった。しかし実際には藩公認の遊所や宿場の飯盛女もあり公娼の範囲は曖昧である。享保期にでた『許可令』によると江戸府外の宿場では1軒につき2名の飯盛女を置くことが許された。奉公人請状に記された内容から、前借金は親元に渡され、奉公の場所や内容に異存がない事や確認や亡くなった場合の処置を一任するなどとあり、実質的な身売りであった。
こうした過酷な状況から抜け出すために、火付けをする女性もいた。18世紀以降に八丈島、三宅島に流刑された女性は36名だが10人が遊女で、そのうち9人が火付であった。

### 江戸時代の宗教と女性

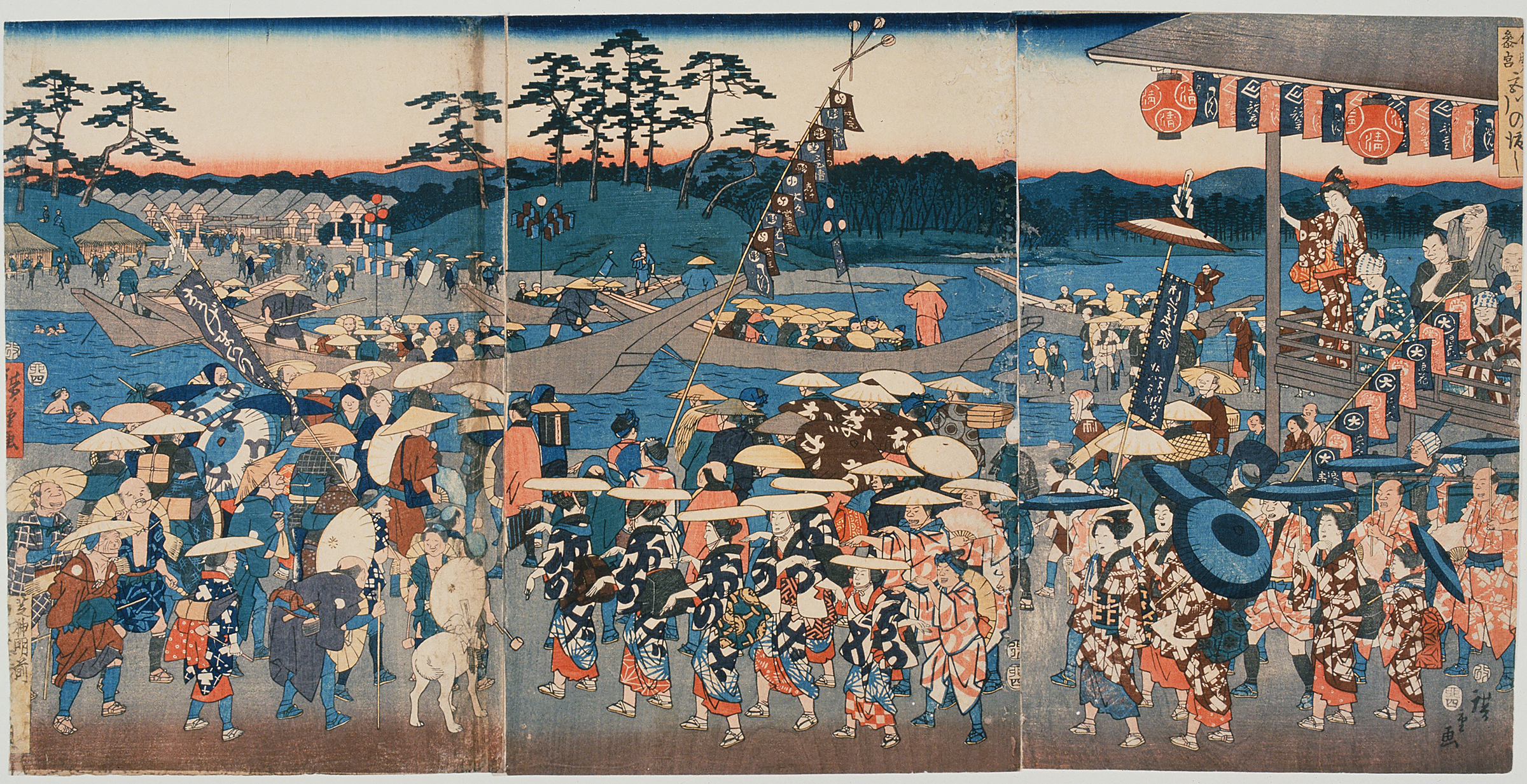
お陰参り『宮川の渡し』 歌川広重

宗教から生まれた女性不浄感はその社会に浸透し、近世になると酒造りや祭などから女性を締め出した。
17世紀後半から商品経済が発達し女性も収入を得るようになると宗教あるいは宗教との関わりに変化が生まれる。18世紀前半に富士講が流行するが、身禄は五障を否定し「男女に如何なる隔てもない」と対等であることを説いた。しかし「三従の務めをよく行うなら罪は無い」と男尊女卑を前提としたもので社会的な平等とは異なるものであった。18世紀後半からは伊勢参りや金毘羅参りや霊場巡礼などが流行し女性も足を運ぶ。入鉄炮出女と呼ばれるように、江戸を出る女性には関所で厳しい検分が行われたが、女性らは障害を越えて旅をした。こうした参詣旅は一時的なレクリエーションを兼ねるものであった。19世紀に至ると如来教のきのや天理教の中山みきなどの女性教祖が登場する。如来教はあの世とこの世を無限に流転するうえで男女が入れ替わる事があるとし男女の区別を否定した。また天理教は男女一対から世界が生まれたとし男女共存を説いた。こうした男女の性差を越えようとする宗教思想は庶民女性から起こった。
近世の女性はどの身分でも家父長制の中で男性に隷属させられたが、これらは儒教によって正当化されていた。陰陽に基づいて女性は生まれながらに陰とされ、陽の男性よりも劣る性とされた。このような女性観は『女大学』などの女性用教訓書などにより女性たちに植え付けられた。こうした世相の中で只野真葛は儒教を批判する国学と蘭学から得た知識を元に『独考』を1817年に著し、儒教の女性観を批判した。

### 江戸時代の医療
近代的な制度以前から開業する女性の医師はおり、地域医療の担い手でもあった。明治時代の「医術営業仮鑑札公布人名表」（1876年）や、『日本医籍』（1889年）の中に女性の開業医師がおり、明治時代の前から活動していたことがわかる。こうした女性には、父・夫・息子と併記されている者もいた。西洋医学を学んだ最初期の女性としては、シーボルトの娘である楠本イネがいる。
江戸時代にハンセン病（らい病）が増加し、性欲の強い者がかかりやすいという説や、女性に原因があるとみなす説が出て、患者や女性に対する差別につながった。ハンセン病に対する差別は近現代まで続いた。16世紀以降に梅毒がヨーロッパ経由で日本に入り、幕末に来日したオランダ軍医は対策を幕府に求めたが、幕府は個人の健康に干渉できないとして断った。開国後はイギリス海軍からの要請によって、各地の遊郭に梅毒の検査所を設置した。

### 江戸文化と女性

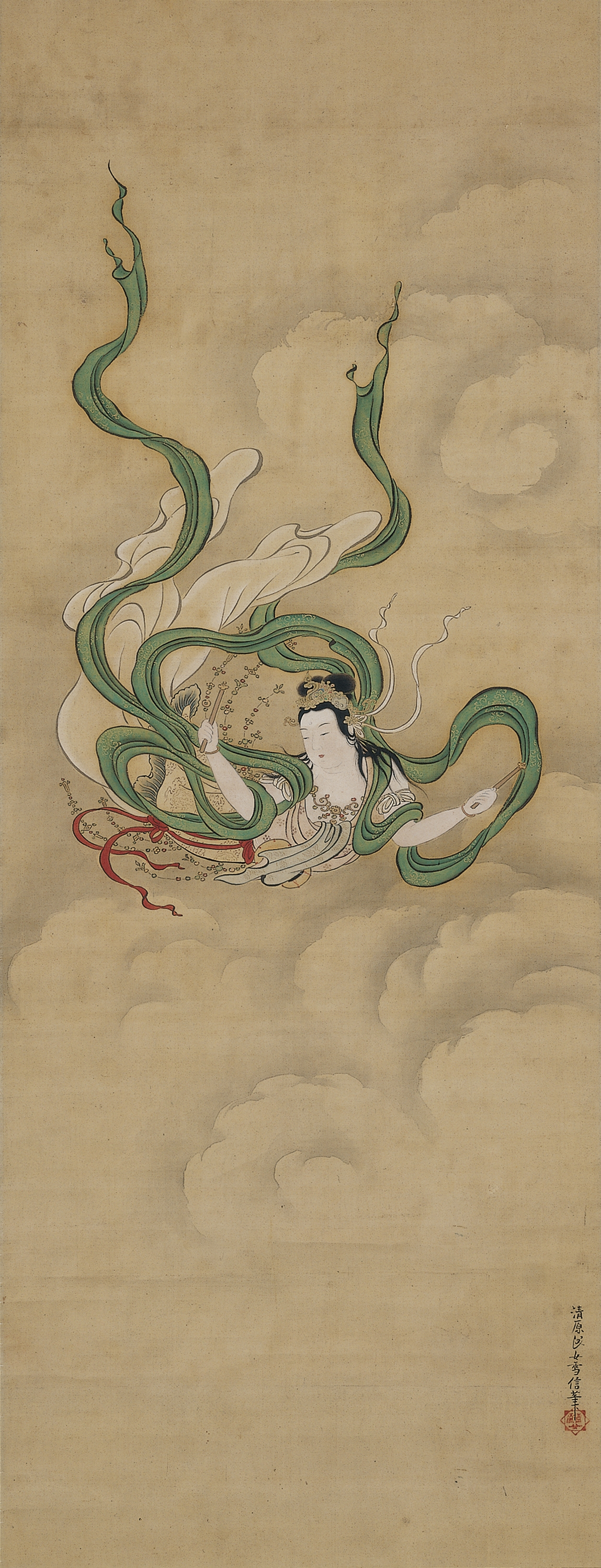
『天女飛翔図(飛天)』清原雪信

中世から引き続き江戸時代初期までは芸能の担い手は女性であった。女舞、女能、女歌舞伎が御所でも催され、寺社や芝居小屋では歌舞伎舞に庶民が熱狂した。しかし1629年に幕府が男女打ち交じりの踊りや芝居舞台に女性が出ることを禁止する。現在伝統芸能の担い手の多くは男性であるが、これは近世からである。
文学
一方で筆を取って自己表現をした女性は多い。女性俳人では「元禄の四俳女」と言われた捨、智月、園、秋色や西国を行脚した諸九が著名である。また女性歌人も多く、賀茂真淵の門下である油谷倭文子、土岐筑波子、鵜殿餘野子は県門三才女と呼ばれた。
美術
女性画家としては狩野派の清原雪信や琳派の野々村国春、葛飾北斎の娘にあたる葛飾応為らがいる。また旅にでた女性は旅日記を記す。小田宅子の『東路日記』や西村美須の『多比能実知久佐（たびのみちくさ）』は女性たちの目を通して当時の風景や風俗を記している。
一方で女性たちは描かれる対象でもあった。美人画は遊女や水茶屋の女性が多く、喜多川歌麿の作品1900点のうち550点が吉原を題材としている。
音楽・舞踊
音楽においては、三味線の楽器としての構造と演奏が確立された。歌唱では江戸端唄が広まり、歌舞伎や庶民のはやり唄にもなった。芸妓出身の師匠がさまざまな身分の人々に唄を教え、連というグループを形成した。歌舞伎舞踊をもとに女性も踊れる日本舞踊が生まれ、関西では上方舞が人気となり、長唄の伴奏などの奏者にも女性が増えていった。農村の女性障害者をはじめ、故郷を離れて瞽女となった者がいた。瞽女となることは、障害者の女性にとって自立の手段にもなった。
幕末の1867年から1868年頃にかけて、武蔵や安芸で「ええじゃないか」と呼ばれた運動が流行した。年齢や性別を問わず踊り、女性が男性、男性が女性の衣服を着ることがあり、そのほか仮装して踊ることもあった。「ええじゃないか」と類似の現象として、近畿地方のおかげ踊り、砂持、豊年踊り、東海地方の御鍬祭などが流行した。

### 戦場の女性
江戸時代は太平の世であったが、戦闘が無かった訳ではない。1637年の島原の乱では女性も原城に籠城し、石礫を投げて戦った。また一揆に対して武家の女性も逞しく、上田騒動では家中の女性が長刀をもって百姓の襲撃に立ち向かおうとした。
戊辰戦争の会津藩では、軍事の妨げにならない範囲で武家女性も若松城に立てこもり、炊き出しや看護だけでなく銃弾の鋳直しなどの作業を行った。神保雪子のように長刀を持ち戦闘に加わる女性も居た一方で、西郷千恵子のように自刃する女性も居た。また英国公使館のウィリスは会津兵が退却していく途中で強姦や盗みと殺害を目撃したと報告している。

### 江戸時代の対外関係

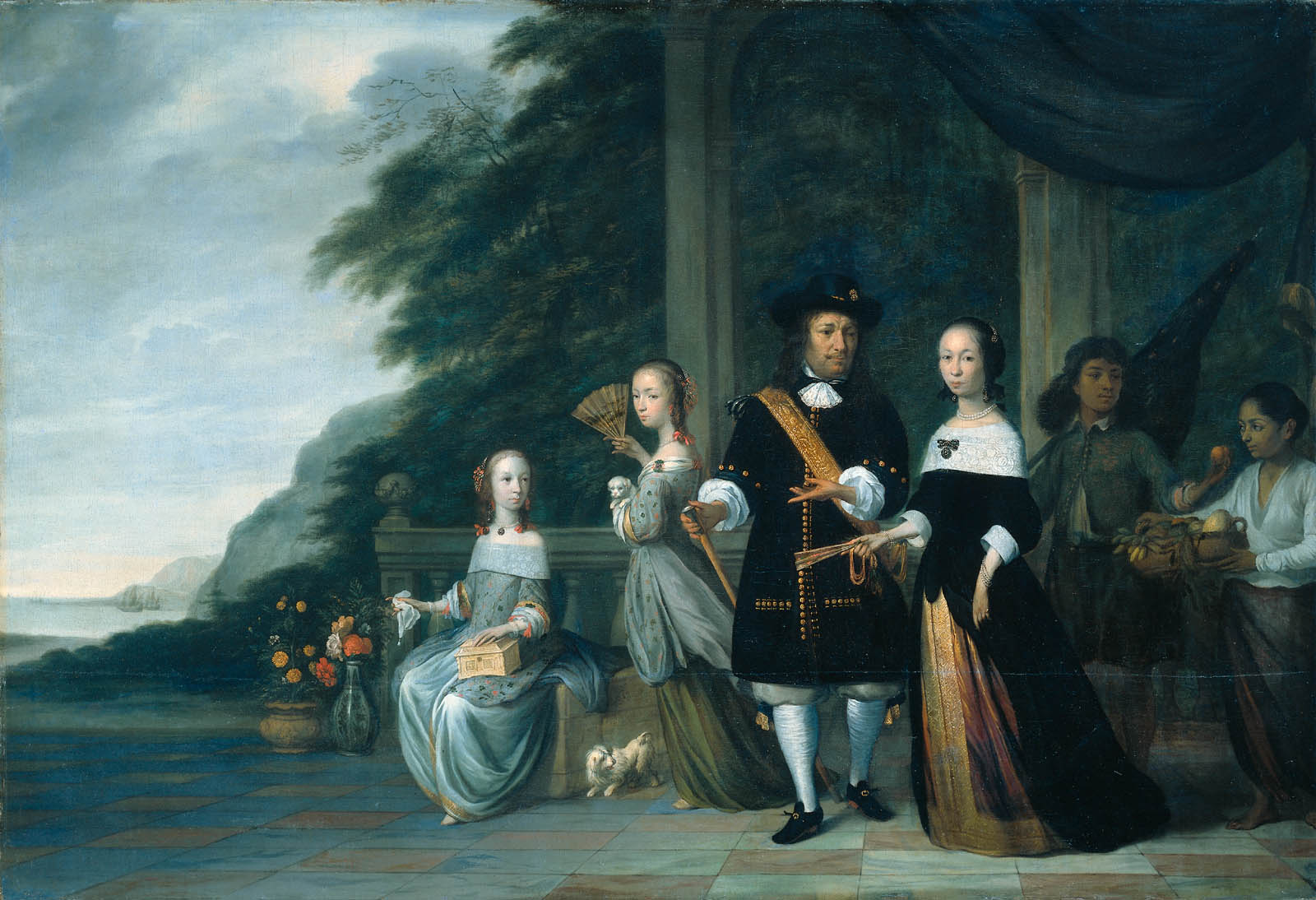
オランダ人と日本人の娘であるコルネリアと、その夫ピーテル・クノールら。1665年、ヤコブ・コーマン画

徳川幕府の対外政策は鎖国前後で大きく異なる。1633年の鎖国令で日本人の帰国が禁じられ、1636年の鎖国令以降は、ヨーロッパ人の妻になった者やその間に生まれた人々は追放されるようになった。鎖国の整備後は、それまでと反対に外国人と日本人の間に生まれた人々は国外へ出ることを禁じられた。
追放された人々はマカオやオランダ領東インドのバタヴィアで暮らし、日本人同士よりも他民族との結婚が多かった。裕福に暮らした者もおり、イタリア人船員と日本人の娘「お春」や、オランダ商館長と日本人の娘であるコルネリア・ファン・ネイエンローデは、オランダ東インド会社の社員と結婚した。丸山の遊郭は出島のオランダ人や唐人屋敷の中国人も客となり、遊女との間に子が生まれた。バタヴィアで暮らした日系人には、お春やコルネリアのように裕福な者がいたが、日本で暮らした混血の人々で財を成した記録はわずかにとどまっている。

## 近代

### 自由民権運動と女性解放運動
文明開化が起きると福沢諭吉をはじめとする明六社は男女同等、夫婦同等論を展開する。しかし婦人参政権には言及しなかった。自由民権運動が展開されると男女同権論が紹介され、また女性も天賦人権を自覚して立ち上がる。1879年に楠瀬喜多は女性であることを理由に区会議選挙に投票できなかった事から納税を拒否し、女性から権利主張する第一歩となった。続く岸田俊子や景山英子らが婦人参政権を求めて演説を行った。しかし1889年に公布された『衆議院議員選挙法』、あるいは市制、町村制では女性の参政権を否定される。また1890年には『集会及政社法』により女性すべての政治活動が制限される。
大正デモクラシーが展開されると、合わせて女性解放運動も活発になる。与謝野晶子と平塚らいてう、山川菊栄らは妊娠出産について母性保護論争を展開したが、それは家族制度や女性労働も含めた問題であり、女性教育や女性参政権にも範囲が及んだ。与謝野晶子は普通選挙制を要求し、文化学院を設立して男女の自由で平等な教育にあたった。平塚らいてうは女性の権利実現が子供の権利実現と同義であるとし、男女機会均等や婦人と子供の権利などを訴えて市川房枝らと共に新婦人協会を設立した。山川菊栄は赤瀾会を立ち上げ、社会主義運動のなかで労働者階級の女性解放運動を展開する。また同時期に石本静江らが産児制限運動に取り組む。
新婦人協会は女性の集会結社の自由を制限する治安警察法第5条の改正を訴え、1922年にこれを実現させる。しかし1925年の普通選挙法制定では女性に選挙権は与えられなかった。1924年に市川房枝らは婦人参政権獲得期成同盟会（翌年、婦選獲得同盟に改称）を結成し女性参政権運動を続ける。1930年には婦人公民権（地方政治への参政権）が衆議院で可決するなど進展を見せるが、満州事変以降に議論が止まってしまう。1937年に日中戦争が起きると市川房枝は、生活を守るためには政治参加の道を閉ざすべきではないとの思いから戦争に協力することを判断し、婦選運動は後退した。

### 近代の家族制度
1870年に定められた『新律綱領』では妻と妾が同等に規定され、翌年制定された『戸籍法』では妾の入籍が明記され、一夫多妻制が法制化される。一方で1873年の太政官布では条件付きではあるが、女性から離婚の申し立てが認められ、法的救済の道が開けた。また外国人との婚姻も認められたが、父が日本人である場合にその子が日本国籍を取ることが許される男系主義であった。1890年に公布された旧民法では財産の個人所有や婚姻の自由が認められていたが、穂積八束らの反対により民法典論争がおこって施行が延期され、1898年に施行されるまでに家族関係における男尊女卑を規定する内容に変更された。その結果、男性を戸主とする男尊女卑の秩序が示され、近世からの家父長制度を法規範として固定化し存続させた。これにより戸主の権限が強くなり、戸主は本人の同意なく家族を離籍することができるようになった他、子供の婚姻も父の権利となった。妻は婚姻によって夫の姓を名乗ることを強要され、さらに夫は妻の財産を管理すると定められる。また親権は父のものであり、父が親権を行使できない場合は母が親権者になれたが、子の財産管理は「他家からきた嫁」には認められず親族会の同意が必要であった。こうして家の存続に全てを犠牲にする女性が婦女の鏡と称えられるようになる。
女性の役割を家庭の中に求める国家の姿勢を批判したのは1911年に発刊された『青鞜』であった。誌面上で平塚らいてうは家制度を否定し女性の個の確立を訴えた他、西崎花世、安田皐月らが自由恋愛、避妊、堕胎、廃娼などの女性問題が取り上げ、女性解放運動に一石を投じた。
第一次世界大戦をきっかけにして重化学工業が発展を遂げると、都市部に人口が集中しサラリーマン層が増えた。その結果として賃金生活者を中心として核家族が増加する。こうした家庭の多くは夫が労働、妻は育児という役割分担が行われた。アメリカ流の合理的育児法が宣伝され「少なく生んで多く教育する」とする考えが広まる。子供の教育が母親の課題となったが、親族やコミュニティから離れて相談する相手のいない女性たちに、女性向け雑誌が歓迎された（メディアについては後述）。
1917年に寺内正毅内閣は民法の改正に乗り出し審議会を発足する。そこでの議論は親族法と相続法をより家父長的にしようとする保守派と、個人主義、近代主義的な家族形態に改めようとする進歩派の攻防であった。1929年には戸主権、父権の縮小と乱用防止、および親権の近代化を図る改正案の答申が成立したが、太平洋戦争に突入して改正は実現しなかった。

### 近代の教育

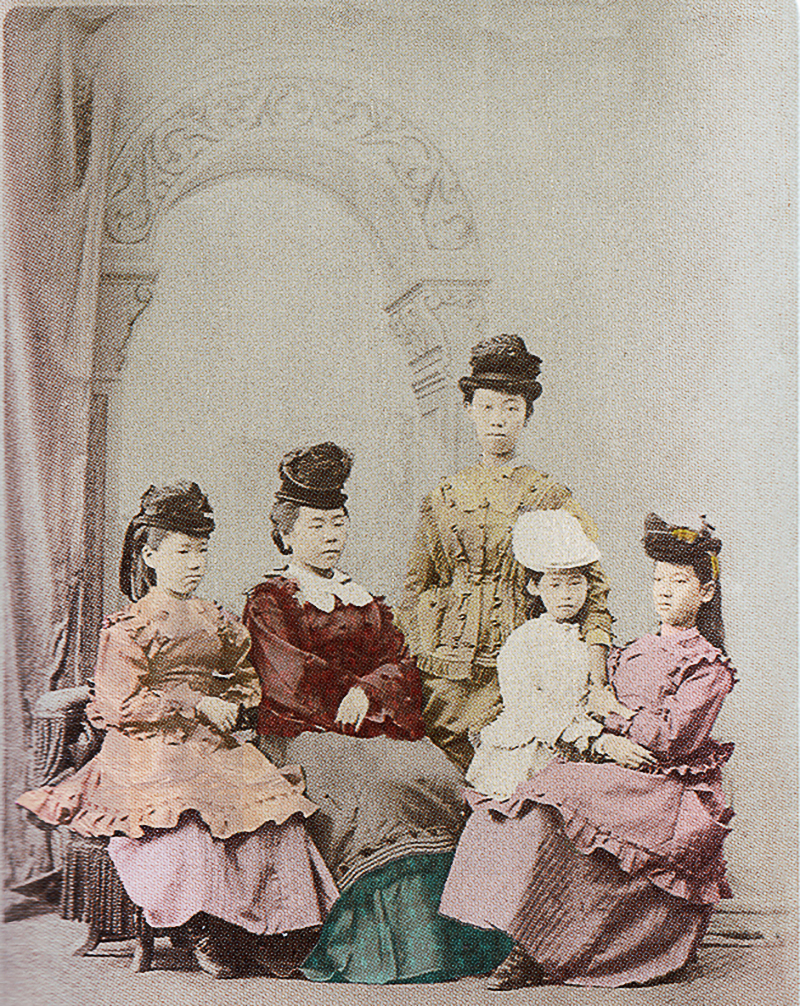
女子留学生 左から、永井繁子 (10)、上田てい (16)、吉益りょう (16)、津田うめ (9)、山川捨松 (12)。

1872年には国民皆学を掲げ官立女学校が設立され、津田梅子、山川捨松、永井繁子ら5人が海外留学に派遣された。しかし財政難を理由に女子留学は1回だけで打ち切られ、官立女学校も5年後には廃止されて女性に対する中等以上の教育は民間にゆだねられた。これらの受け皿となったのがミッションスクールであり、今日まで女子教育の重要な役割を果たしてきた。
女性の中等教育は「良妻賢母」を強要するものであった。1893年に井上毅は「男女の生理的差異を元にその役割の違いと固有の性能を固定化して強調する」とし、1895年の高等女学校規定や1899年の高等女学校令の理念に影響を及ぼした。こうした中での教育は科学的知識や思考ではなく、家庭生活の中での手わざに重点が置かれた。また女性の上級教育への進学は阻まれた。1907年には義務教育が6年に延長され、この頃には女子の就学率も97%になっていた。しかし教育内容は女性の国民的自覚と家庭での役割を強調するもので、男女の役割分担を繰り返し教えた。

### 近代の労働

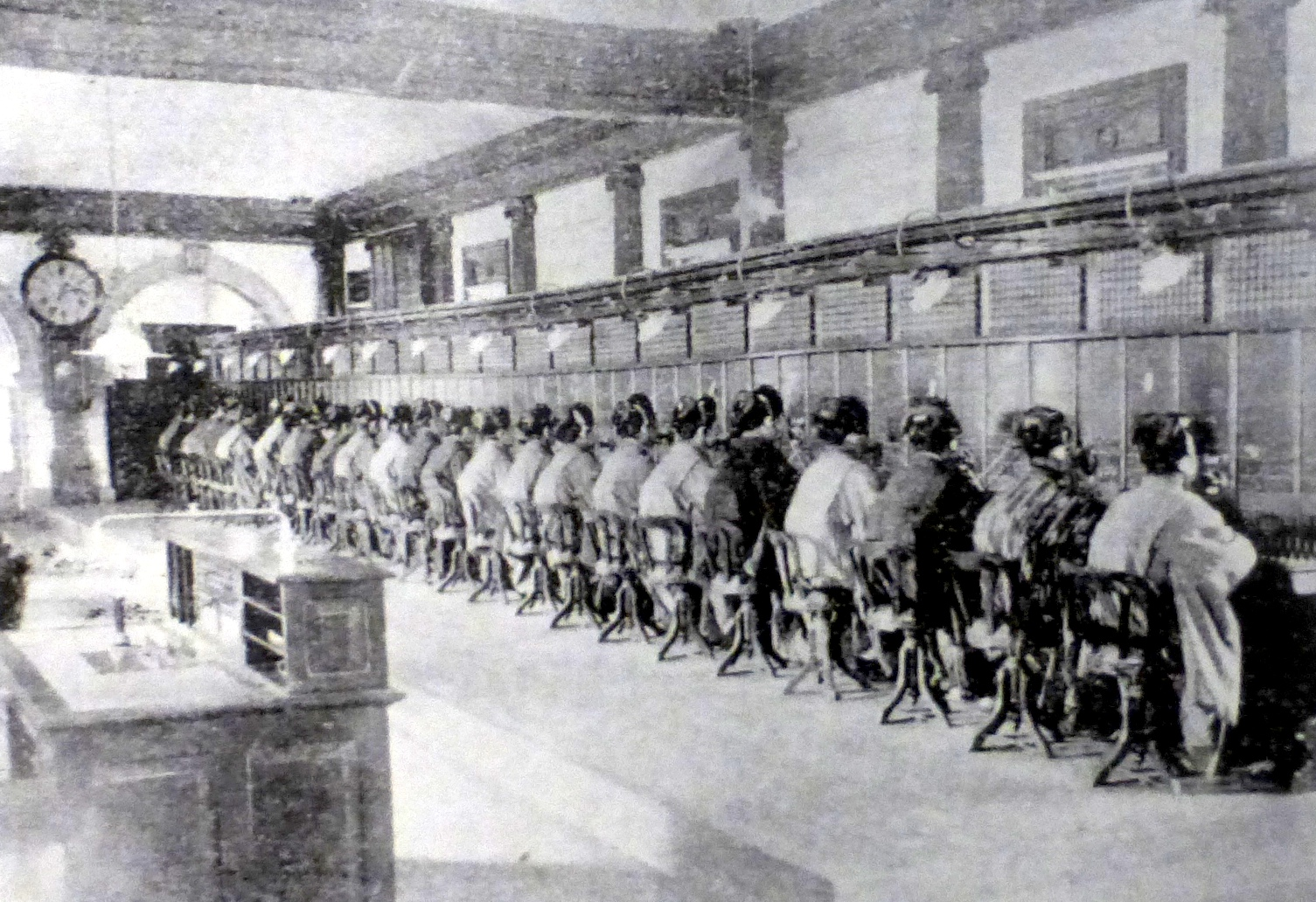
八重洲町電話交換局

産業革命期には製糸、紡績業が中心産業となるが、その労働力の担い手は女性であった。官製の富岡製糸場は開業にあたって必要とされた300人が集まらず、15歳から30歳の女性を集めるよう各県に割り当てた。こうした労働は過酷で、多くの紡績工場では高価な紡績機を効率よく運用するために昼夜2交代で24時間休みなく動かそうとした。女工は非衛生な寄宿舎にいれられ、賃金は男工の半分でイギリス労働者の26分の1であった。女工は幼くして地方から身売り同然に送られて前借金と契約によって縛られたが、契約が満了して帰郷しても義務教育を終えていないことから結婚に支障をきたすこともあった。やがて製糸の輸出量は世界一位となるが、その陰には女性労働者の犠牲があった。こうした貢献にもかかわらず、雇用や賃金の男女格差の見直しがされるのは1960年代以降となった。
日露戦争以降に資本主義が発達すると、女性の職域は拡大した。女性教員、女医、産婆、速記者、看護婦、電話交換手、記者の他、デパート店員や音楽教師、タイピスト、ウェイトレスが登場する。戦争で夫を亡くした女性が就職するなどで女性就労者が増えて「職業婦人」と呼ばれるようになり、最も女性が多い教員では1918年に女性は全体の30%を越えて5万人に達していた。しかし女性は男性の補助として扱われることが多く、賃金は男性の60%から80%に抑えられていた。このように女性が就職するようになると良妻賢母の価値観との関係で議論が起こる。母性保護の規定がなかったため結婚あるいは出産育児との両立で女性が悩むようになり、1908年には女性教員の要望により長野県で有給2か月の産休が認められ、1922年に文部省は産前2週間、産後6週間の休養が認められる。また工場法では産休9週間、1日2回30分の哺乳時間が承認される。1925年には全国婦人協議会が設立され、6時間労働制、夜業・寄宿の禁止、有給8週間の産休などを命題に掲げた。

### 女性の社会運動と廃娼運動
資本主義の進展すると都心で貧困問題が発生する。このような下層社会に目を向け貧民子女教育に力を入れたのが野口幽香や森島みねである。野口らは上流婦人や慈善運動家から援助を集めて1900年から二葉幼稚園を運営する。また同じころに社会問題となったのは足尾鉱毒事件である。現地をみた矯風会は、鉱毒地救済婦人会を結成し窮状を訴える演説会を実施。集まった募金で被害地の救援を行った。
1875年にマリア・ルス号事件が起きると、日本政府は外交交渉に配慮して人身売買や年季奉公を制限する芸娼妓解放令を発布する。しかしこれらは売春そのものを禁止するものではなかった。1900年には娼妓と楼主の契約を無効とし、前借金の有無にかかわらず自由廃業できるという判決が下りた。これにより翌年までに12000人余りが廃業したと言われ廃娼運動が一歩進んだ。また婦人救済所をつくり廃業した女性の救済更生活動に尽力したのは山室軍平と妻山室機恵子らである。
1925年に『婦人および児童の売買禁止に関する国際条約』を保留条件付で批准すると国際連盟による状態調査が行われて国は対応を迫られる。1934年に岡田啓介内閣は廃娼の方針を固めるが、1935年には娼妓存続派が『娼妓取締法』（審議未了）を提出してこれに反抗。以降は戦時体制下において娼妓の存在が正当化された。

### 近代の医療
近代的な医療制度の整備前から、開業している女性の医師は存在した。内務省衛生局が発行した『日本医籍』（1889年）には、39000名の医師のうち女性が62名いた。医術開業試験の制度が始まると、1881年から女性の申請があって問い合わせが相次いだ。内務省衛生局は1884年に女性の受験を許可し、1885年に荻野吟子が女性初の近代的な開業医となった。博士号取得や留学も始まり、岡見京は女性初の医学博士、宇良田唯はマールブルク大学で初の女性医学博士となった。医師の養成では吉岡彌生が女医学校や専門学校などの教育機関を創設した。しかし、医師は男性であるという前提により、女医という呼称が続いた。他方で、看護師は女性の仕事として固定化されていった。
紡績産業で働く女性の間では、重労働などを原因として結核が流行した。農村から働きに出た女性が帰郷した際に結核を感染させることになり、農村でも結核が増加した。1903年には紡績女工が肺結核で帰郷療養をする問題が指摘され、農商務省の「職工事情」でも工場労働者の結核が記録されている。しかし日本政府は工業国の立国を急ぐ反面で問題対策が遅れ、工場法の施行で対策を始めたのは1916年からとなった。

### 近代文化と女性
ファッション

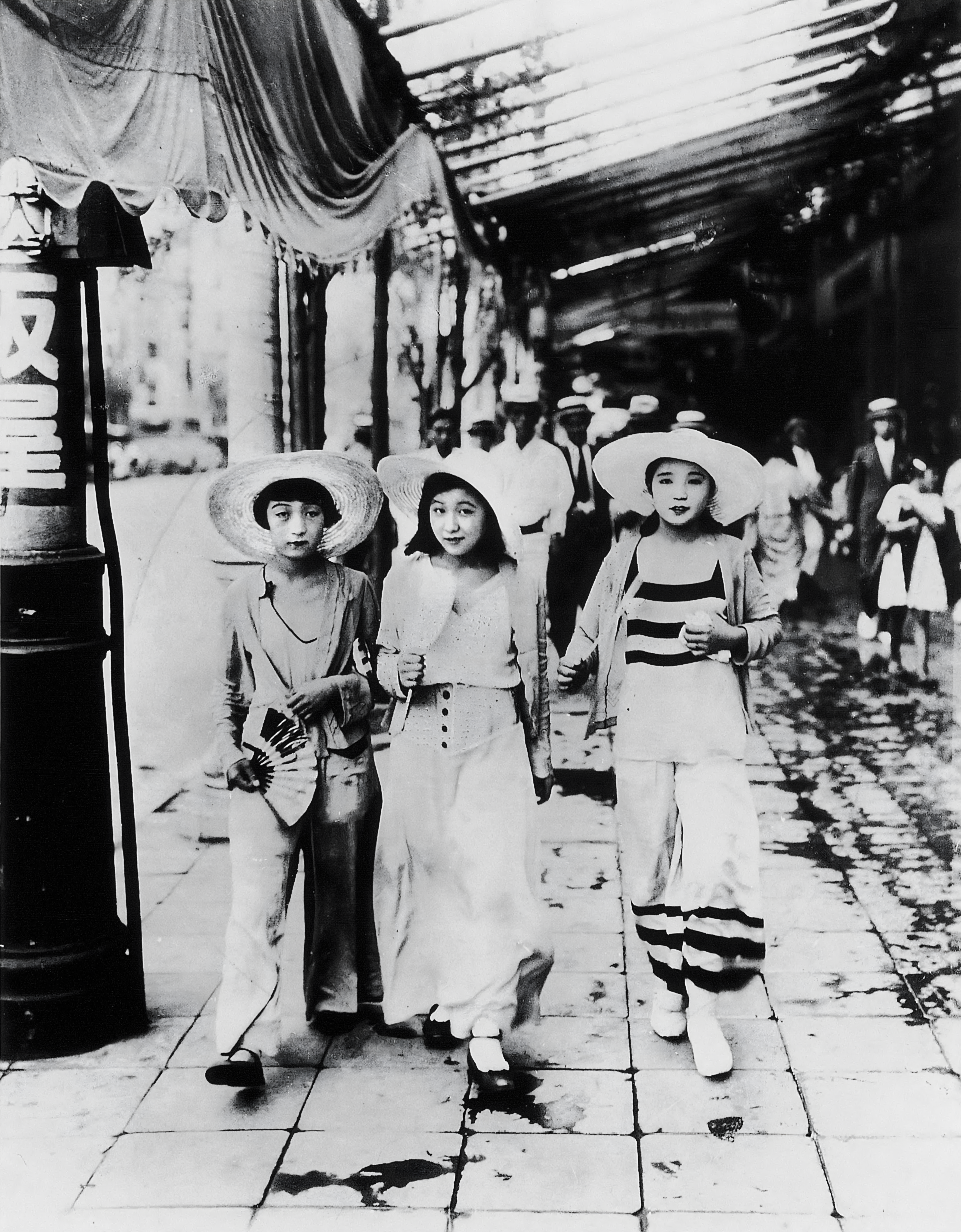
銀座通りを闊歩するモダンガール （1928年撮影）

江戸時代までは、既婚女性は眉を剃り、鉄漿で歯を黒く染めるお歯黒を行っていた。しかし、諸外国にない野蛮な習慣という理由で1868年の太政官布告から禁止が進み、1873年に昭憲皇太后がお歯黒を終了した。西洋的な美容の専門家は明治30年代から活動がみられ、理髪師の芝山兼太郎が美顔術としてフェイシャル・マッサージを広めた。芝山はアメリカ人医師のW・キャンブルーから学んでおり、同じくキャンブルーから学んだ荘司直子や、理容館を開業した遠藤波津子らが続き、大正時代には山本久栄の女子整容大学園（いわゆる美容専門学校）、メイ牛山らの美容院設立が相次いだ。
明治維新以降、日本人の洋装化は軍服や礼服、警察・駅員・学生の制服など公的部門から始まり、特に男性の洋装化が先行した。日本の女性で初めて洋服を着たのは、津田梅子、山川捨松、永井繁子ら渡米した5人の留学生だったとされ、クリノリンのドレスだった。1884年に建設された鹿鳴館は上流社会の社交場となって国賓も訪れ、女性はローブ・デコルテまたは白襟紋服が義務づけられ、多くがバッスルスタイルのドレスを身につけた。バッスルは鹿鳴館スタイルとも呼ばれ有名になったが、ドレス一式には約400円（約300万円相当）かかるため、裕福な女性の衣服にとどまった。
一般女性の洋装は、学校の制服として始まった。華族女学校に務めていた下田歌子は、スカート型の女袴をデザインし、これが女子学生の通学服として普及していき、女袴ののちに一般女性の洋装が進んでいった。大正時代に入ると、洋服が高等女学校の制服となり、1923年に実践女学校と女子工芸学校はワンピース型のセーラー服を採用した。独身女性のあいだで洋服が増え、職業婦人やモダンガール（モガ）とも呼ばれた。他方、既婚女性や主婦では着物が続いた。1928年の大礼記念国産振興東京博覧会では、商品と同じ服を着て販売するマネキン・ガールが初めて登場し、女性の職業として広まっていった。
文学
江戸時代の女性は和歌、漢詩、俳句、物語、日記、随想などを書いていた。中でも和歌は女学校で教えられ、自己表現と社会進出に大きな影響を与えた。近代文明の事物を取り上げる新題歌や新派和歌、昭和初期のプロレタリア短歌やモダニズム短歌などさまざまな形式が流行した。詩は漢詩の他に西洋の影響で新体詩も作られるようになり、フェリス女学院の創始者でもあるメアリー・キダーに学んだ若松賤子が最初期の女性新体詩人となり、女性と男性の対等な恋愛を英詩でも発表した。雑誌『青鞜』では新しい女性の表現として詩も掲載され、与謝野晶子、高群逸枝らが活動した。
近世に筆を取った女性らは、明治になると小説の世界にも足を踏み入れる。中島湘煙は、女性初の演説や評論のほか、小説の翻案で女性小説家への道をひらいた。オリジナル作品で初の女性小説家となった三宅花圃は、鹿鳴館文化と伝統文化の対立をテーマとした『藪の鶯』（1888年）を発表し、小説家を目指す若い女性が増えた。清水紫琴は、当時は新形式だった一人称を駆使して離婚と自立を描いた『こわれ指環』（1890年）や、被差別部落の女性の差別解放を描いた『移民学園』（1897年）を発表した。そのほか、木村曙の『婦女の鏡』（1889年）、樋口一葉の『たけくらべ』（1896年）が著名である。1892年の『女学雑誌』には「今の女学生は特別に文学を好み、文学者になることを理想とする」と記されている。
日系移民1世にあたる女性たちは、日本語でも作品を残した。アメリカで発行された雑誌『在米婦人之友』（1919年-1930年）には、短歌や川柳、短編小説も掲載された。
美術

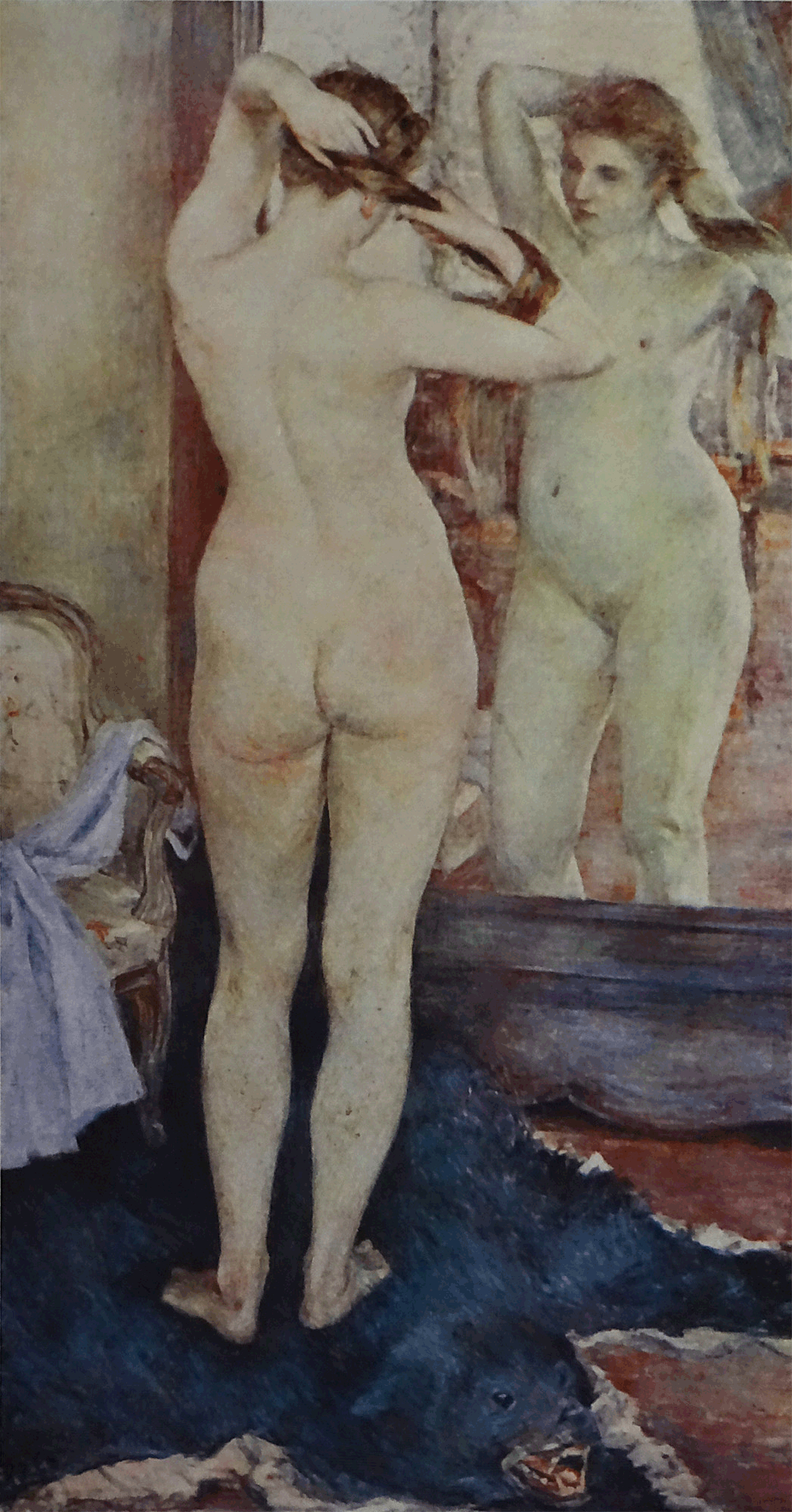
『朝妝』黒田清輝

文明開化以降、日本は脱亜入欧を掲げて西洋文化を積極的に取り入れる。西洋美術への理解も文明国入りするための手段として推進された。こうした背景から1895年に黒田清輝の『朝妝（ちょうしょう）』がフランスで入賞したことは高く評価されるはずであったが、内国勧業博覧会に出展されると「芸術としての裸婦」に理解のない人びとから非難を浴びる。のちに東京美術学校が設立されると、黒田は裸体モデルの写生などを科目に取り入れて西洋芸術の普及に力を入れる。
音楽
音楽家の地位は高くなく男性がするべきではないという風潮があったために、西洋音楽は女性優位であった。1879年に日本初の西欧音楽教育機関として音楽取調掛が設立されると第一期生の過半数が女性であり、幸田延や遠山甲子らを輩出。1887年には東京音楽学校が開校し、幸田幸や神戸絢子らが留学生として海外に行く。しかし当時の音楽家は職業意識が低く、人前で演奏することを嫌がる者もいた。幸田延が作曲した『ヴァイオリン・ソナタ ニ短調』（1897年）が、日本初の西洋音楽の器楽曲となった。1903年に日本人初のオペラ『オルフォイス』が上演され、出演した三浦環は後にプリマドンナとして国際的に活躍し、プロ音楽家としての道を開いた。その他の東京音楽学校出身者としては、佐藤千夜子がラジオ歌手から日本初のレコード歌手となった。
幸田の後の世代にあたる松島彝は、日本女性初の職業作曲家として1000曲以上を発表し、代表作として知られる童謡『おうま』の他にも幅広く活動した。外山道子は、器楽曲『やまとの声』で1937年の国際現代音楽祭に入賞し、日本人作曲家として初の国際コンクール入賞者となったが、日本では話題にされなかった。宮古島出身の金井喜久子は、沖縄音楽の旋律と素材を西洋音楽に取り入れた。1944年の日比谷公会堂の「沖縄民謡による交響作品発表会」では、急に応召された指揮者の代役を金井がつとめて成功をおさめた。1931年に作曲家デビューした吉田隆子はエリック・サティに傾倒し、戦中は反戦歌を作曲して特別高等警察に逮捕された。この4名は戦後も活動を続ける。
伝統音楽の流れでは、清元連の清元お葉がジャンルとしての小唄を始めた。『散るはうき』という曲で、江戸時代からあった端唄を簡潔にしてあり、四畳半で気軽に唄えるという点が人気を呼び、戦後にも流行した。
舞台
戯曲では大塚楠緒子の習作『綿帽子』（1902年）が最初の女性作家の作品で、岡田八千代（小山内八千代）と長谷川時雨が最初期の女性劇作家にあたる。劇評では、八千代と真如（森鴎外の弟の妻である森久子）が男性多数の中で活動した。自由民権運動の中で生まれた現代劇は新演劇と呼ばれ、川上貞奴が川上音二郎とともに活動し、新演劇は新派とも呼ばれた。ヨーロッパの戯曲が入るにつれて、伝統的な舞台で女形が演じていた女性を、女性自身が演じるようになった。1911年に松井須磨子がヘンリク・イプセン作の『人形の家』で主人公を演じた際は、社会的事件ともいわれる反響を呼んだ。
1913年には宝塚唱歌隊が設立され、1914年には宝塚歌劇として初公演が行われた。当初から歌と踊りによって舞台が構成され、1919年の宝塚音楽歌劇学校の設立によって宝塚少女歌劇団が成立した。
スポーツ
女性が西洋由来のスポーツを知ったのは、一部の上流女性をのぞけば中等学校から始まった。ミッションスクールと、文部省による女学校でスポーツ導入の過程に違いがある。ミッションスクールでは女性宣教師が教師となり、宣教師の母国で女性らしいと認められたテニス、クリケット、クロッケー、バスケットボール、体操、ダンスなどが教えられた。こうした女学校を卒業した日本人の教師も教えるようになり、西洋のスポーツを知る女学生が増えていった。文部省の女学校では、1878年のリーランドによる女子師範学校での体操指導から始まった。リーランドはアメリカ式にもとづいて男子体操術と女子体操術を分け、女性に適した優雅なものとされた内容が選ばれた。リーランドの方法は、その後の体育界に影響を与えた。また、女子高等師範学校をはじめとする女学校出身の教師もスポーツを兼任で教えた。
スポーツが広まるにあたり、女性に適したスポーツについての論争がしばしば起きた。適した種目として唱歌遊戯や行進遊戯、テニス、バレーボール、バスケットボール、ハンドボール、弓道、薙刀などがあり、適さない種目として拳闘、格闘、フットボール、ラグビー、陸上競技が指摘された。こうした意見は主に男性研究者から出されて採用された。
近代オリンピックを発案したクーベルタンは当初、女性参加に否定的だった。そのため第1回の1896年アテネ大会には女性選手は参加できず、1920年代までは非公式な参加となった。日本で女性選手のオリンピック参加は1928年アムステルダム大会からで、選手43人のうち女性は陸上の人見絹枝1人であり、人見は銀メダルを獲得して日本人女性初のメダリストとなった。日本人女性初の金メダルは、1936年ベルリン大会で水泳の前畑秀子となった。
メディア
1901年から1925年にかけて発行された『女学世界』は、商業誌として成功した日本初の女性誌とされる。当時は都市部の核家族化によって主婦が増加し、他方では教育が普及した影響で女学生や経済的自立を求める女性も増加しており、『女学世界』はそれぞれの読者に応える内容を掲載した。教育の普及によって文字で自己表現する女性が増え、1908年から1917年にかけての『女学世界』は読者の投書欄が中核となった。投稿内容が自由になるにつれ読者間の交流も増え、常連投稿者から作家デビューした内藤千代子や松平鏡子のような人物もいた。女性のみの文芸投稿誌『女子文壇』も1906年に創刊され、投稿者はのちの『青鞜』へと続いていった。らいてうとの同性愛的な関係などが原因で『青鞜』から独立した尾竹一枝は、芸術誌『番紅花』（さふらん）を創刊した。『番紅花』は女性の同性愛関係を取り上げ、菅原初の小説やエドワード・カーペンターの『中性論』の翻訳なども掲載した
。
成人女性に向けたいわゆる婦人雑誌は、1905年の『婦人画報』、1906年の『婦人世界』、1908年の『婦人之友』が最初期にあたり、続いて『婦人公論』や『主婦の友』などが創刊された。『婦人之友』を創刊した羽仁もと子は家計簿の普及にも力を入れ、当初の家計簿は主婦1人による記帳を想定していたが、やがて家庭全員の参加で家計簿を作るという構想をした。
治安警察法（1900年）により、女性の政治結社の加入、政談集会の参加や発起人が禁止された。メディアへの統制として、1909年に『女子文壇』『婦人画報』などが女学校で閲覧禁止となった。文部省は1913年から「反良妻賢母主義的な婦人雑誌」の取り締まりを行い、『青鞜』『女子文壇』『女学世界』などが発禁となった。発禁処分が繰り返し行われたため廃刊となった雑誌もあった。女性による女性のための文芸誌として『女人藝術』が創刊され、その後続誌にあたる『輝ク』は、当時の女性作家が多数参加するフェミニスト的な思想文芸誌となった。しかし日中戦争以降は戦争協力を訴える内容に変わり、1939年には女性芸術家の慰問組織「輝ク部隊」が発足し、同名の慰問文集を発行した。

### 近代の対外関係
移民
1900年以降、経済的に貧しかった農村から国外への移民を日本政府は奨励した。日米で移民についての紳士協定が結ばれた1908年から1924年にかけて、約1万人の女性がアメリカへ渡った。親の意見や経済的事情が理由となり、見合い写真や手紙だけで相手を決めたために「写真花嫁」とも呼ばれた。ブラジルへの移民は1908年の笠戸丸から本格化し、1920年代にアメリカ合衆国で日系移民排斥運動が起きると、ブラジルが最大の受け入れ国となった。
満州へは、国策として農業開拓移民が行われた。満蒙開拓青少年義勇軍として20歳未満の男性が送られ、その結婚相手として女性が送り込まれた。日本政府は「花嫁100万人送出計画」（1939年）を決定し、官製団体の日本連合女性青年団や日本婦人団体連盟をはじめ、さまざまな女性団体が協力した。こうして送られた女性は「大陸の花嫁」とも呼ばれた。満州では多民族による五族協和がスローガンだったが、日本政府は日本人と他民族との結婚を認めず、「大和民族の純潔を保持すること」（『女子拓殖要指導者提要』の記述）という純血主義にもとづいて日本女性を送った。
移民先の仕事は、北米や南米では主にコーヒー農園などの農業で、女性も過酷な労働に従事した。これに対して台湾、朝鮮半島、満州などの地域では、公務員や自由業が38%、商業が22%、工業が17%となり農業は少なかった。国籍法（1899年）は父系血統主義であり、生まれた子に出生国の国籍が与えられる出生地主義ではなかった。
戦争協力

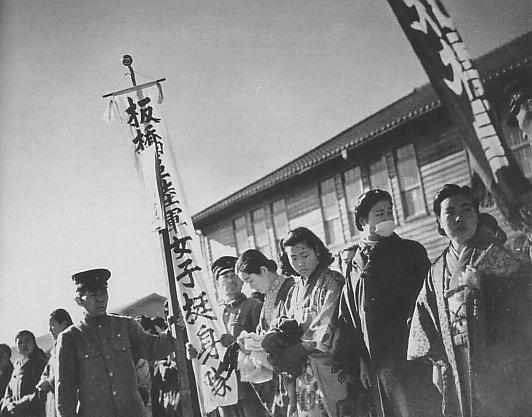
女子挺身隊

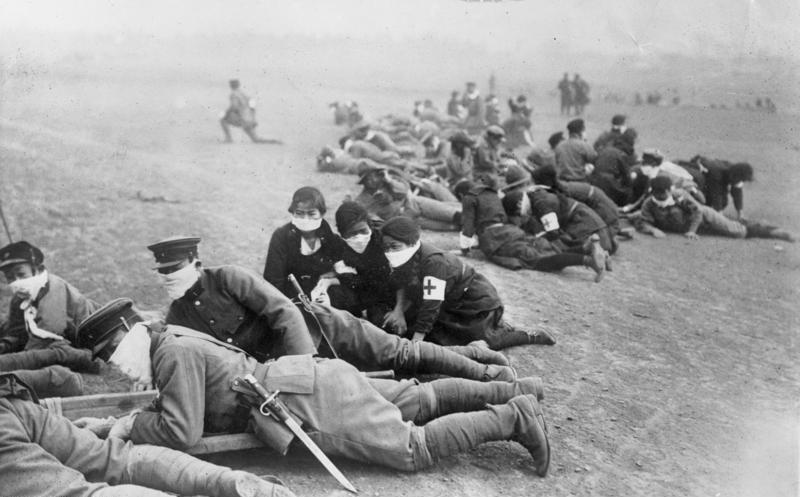
満州事変中の日本の従軍看護婦。（1931年9月）

1907年に日露戦争が始まると女性の協力が呼びかけられる。これに呼応して全国の婦人団体で金品の献納などが呼びかけられ、軍人家族の救護や傷兵慰問などが行われる。こうした援助活動の中心となったのは内務省、陸軍省の後援を受けた半官的な愛国婦人会である。また日本赤十字社も看護婦らを戦地に送った。こうした「女性が政治に参加できない中で協力を求められる風潮」に異議を唱えたのは社会主義の婦人であった。また満州開拓義勇軍や傷痍軍人との結婚が奨励され、戦死した長男の嫁を次男の嫁に「なおす」ことが半ば強制的に行われたりした。
結婚は兵力、労働力の源泉と位置付けられる。『人口政策確立要領』では1960年までに人口を1億まで増やすことを目的に定め、そのために早婚を奨励するようになり、女性の就労が抑制される。しかし実態としては男性が戦地に赴くために主婦の多くが困窮し、また労働力不足から様々な社会活動に従事させられていく。1943年に『工場法戦時特例』が出され、指定工場では深夜就業などの制限が適用されなくなる。14歳以上の未婚女性を女子挺身隊として組織して航空機製造などで長時間労働が行われた。また同年に事務補助や車掌などに男性の就労が禁止される。戦局の悪化と共に『女子挺身勤労令』により違反者に罰則ができるが、既婚女性にたいしては敗戦まで強制的な新規徴用は行われなかった。
一方で従軍看護婦として戦場に送り込まれた女性もいる。特に日本赤十字社は兵士同様に召集令状がくれば速やかに応じるようにとされ、約3万人が戦場に送り込まれ1080人が亡くなった。他に陸海軍所属の看護婦は約1万人とされる。
沖縄戦では沖縄住民に動員が掛けられるが、その中にはひめゆり学徒隊ら女性学生約500人もいた。また戦局が悪化すると女性や子供たちを含む住民は集団自決をした。沖縄戦で命を落とした県民は10万人を超え、原爆でも広島で20万人余り、長崎で10数万人、ほか全国で空襲により多くの一般市民が命を落とした。
植民地・占領地
満州事変以降、大陸に戦場が広がると、占領地において日本軍による強姦、買春などの不法行為が頻発する。事態を重く見た軍は性病予防と強姦防止を名目として慰安所を設置。そこに中国、朝鮮、台湾、日本から集めた女性を慰安婦として送り込み軍人の性処理にあたらせた。女性の多くは借金や暴力、詐欺的手段により強制的に連れてこられ、性行為を拒否できなかった。1942年以降はインドネシアなど東南アジア、太平洋地域にも設置されるが、慰安所設置の目的は兵士の不満や犯行を抑える為であり、女性たちはそのための道具とされた。
植民地や占領地では皇民化政策が進められ、朝鮮半島では内鮮一体、満洲国では五族協和がスローガンとなった。しかし実態としては日本人を最上とする民族格差があり、さらにそれぞれの民族内で男女格差もあった。

## 現代

### 終戦と帰国
1945年8月15日の終戦において、日本政府は海外各地にいた300万人以上の民間人の保護を放棄した。満洲・関東州や占領地域の民間人は大東亜省の管轄で、朝鮮・台湾・樺太の民間人は内務省の管轄だった。しかしいずれも在留日本人を現地に定着させる方針で、引き揚げの支援はなかった。8月9日のソ連対日参戦や終戦に合わせて軍人が民間人よりも先に引き揚げた地域もあり、女性・子供・老人を中心とする人々が残された。女性が強姦などの性暴力にさらされる被害も多く、自治組織の男性幹部が女性に要求して、ソビエト連邦の兵士の相手をさせることも行われた。こうした相手は未婚女性から選ばれ、引き揚げ後に本土での偏見も受けた。
引き揚げや収容所生活の中で、中国人に引き取られたり買われて養子になった子供がおり、中国残留孤児と呼ばれた。中国残留孤児は満蒙開拓団がいた満州を中心に多く、1981年から1999年にかけて訪日調査が行われ、帰国を果たした人々もいる。判明している残留孤児全体の2818人のうち女性は1593人で、女性の方が多い。この理由として、男児は跡取りとして連れて帰るという親の意思があった点、女児は男児よりも値段が高かった点、当時の中国の価値観では女児が家に入ると男児が産まれやすくなると考えられていた点、などがある。また、殺害や自決の中で子供だけ生き残って引き取られた場合もあった。開拓民経験者の証言によれば、労働力の不足もあって日本の子供を育てることに抵抗がない中国人が多かった。
旧皇族の梨本宮家出身の李方子は、朝鮮半島の日本統治時代に大韓帝国の李垠の妃となっていた。日本で終戦を迎えたのちに臣籍降下によって在日韓国人となり、朴正煕政権の時代に李垠とともに韓国に帰国した。帰国後の方子は障害児教育に取り組んで韓国で親しまれ、葬儀では準国葬が行われた。

### 戦後改革と女性解放
1945年10月に連合国軍最高司令官総司令部(GHQ)のマッカーサーが指示した五大改革には、「選挙権付与による日本婦人の解放」が掲げられており、敗戦と共に日本は新たに民主国家としての道を歩み始める。1947年に施行された日本国憲法には「社会的関係での性差別の禁止」や「結婚が両性の合意のみに基づく対等な関係」である事が謳われた。続いて『教育基本法』『労働基準法』『刑法』『民法』などが改正され、男女同学、男女同一労働同一賃金、母性保護、姦通罪の廃止、家父長的家族制度の廃止などが次々と実現した。
1960年代に全共闘運動が活発になると多くの女子学生も参加した。しかし参加した女性らは人間の解放を謳う運動でありながら女性を隷属的に扱う男性に疑問を投げかける。1970年に田中美津の記した『便所からの解放』により日本でウーマンリブ運動が始まり、世界的な第2波フェミニズムの潮流に乗る。
1975年に国際婦人年が設定され、平等・開発・平和を柱とする世界行動計画が採択される。さらに1979年に『女子差別撤廃条約』が採択され、日本は1985年に批准する。これに先立ち『国籍法』を父系主義から父母両系主義に変更、『男女雇用機会均等法』の制定などが行われる。また1975年には「婦人問題企画推進本部」と「婦人問題担当室」（現「男女共同参画推進本部」と「男女共同参画局」）を設置し、1999年には『男女共同参画社会基本法』が成立した。

### ジェンダー統計
20世紀後半から、女性の状況を明らかにするためにジェンダー統計の整備が進んだ。1975年の国際婦人年に統計の重要性が指摘され、これにもとづいて国連統計委員会および国連統計局（UNSD）で統計集の編集が始まり、各国の統計局は国連による国際基準の採用を進めた。
日本で女性の状況を知る統計資料としては、民間では日本婦人団体連合会『女性白書』、政府では雇用均等・児童家庭局『女性労働の分析』、国立女性教育会館『統計に見る女性の現状』、男女共同参画局『男女共同参画白書』などが毎年刊行されている。国立女性教育会館はWINETでデータベースを公開している。
ジェンダー平等の指標として、人間開発指数（HDI）、ジェンダー開発指数（GDI）、ジェンダーギャップ指数（GGI）、ジェンダー・エンパワーメント指数（GEM、のちに廃止）も重要とされる。日本はこれらの指数の順位が下がる傾向にある。2005年時点ではHDIは11位/177カ国、GDIは14位/144カ国、GEMは43位/80カ国だった。2018年時点になると、HDIは19位/189カ国、GDIは51位/166カ国、2019年のGGIは121位/153カ国で、G7では最下位となった。日本はジェンダー・ギャップ指数が特に低く、その理由として政治・経済があげられる。政治家や行政・管理職の女性数が少なく、政策決定や方針決定に参加する女性が少ない点にある。

### 現代の家族制度
1948年に民法が改正され、戸主権を中心とする「家」の規定が削除。婚姻と離婚の自由、財産分与の男女平等が認められ、家父長制は廃止された。しかし戸籍制度は残され、「家」意識を温存する先祖祭祀は削除されなかった。また現在もなお、婚姻年齢や再婚禁止期間、夫婦同一姓規定など、依然として性別の格差が是正されていない部分が残されている。
第二次世界大戦の影響で、未婚者や配偶者との死別者が増加し、多数の女性が独身となった。1970年の統計では未婚が44万人、配偶者と死別していた女性が160万人だった。独身女性の世帯は、独居が60%、あとの40%の同居者のうち実母が約60%近く、姉妹が約40%だった。未婚者は親族との同居が多く、死別者は独居が多くなっており、家族制度によって結婚後は家を出たという立場になっていたことが原因とされる。
母子家庭
母子保護法は終戦とともにGHQによって中止された。厚生省は母子福祉対策要綱（1949年）を発表し、6つの柱によって未亡人と戦歿者遺族の福祉が定められ、1952年に法制化された。1949年時点で約61万世帯が母子家庭で、主な原因は戦争による死別が85.1%だった。戦争未亡人は優先的な保障が行われて軍人恩給や留守家族手当などがあったが、一般の母子家庭は多くが困窮した。そのため母子家庭で生活保護を受ける割合は28.4%にのぼった。母子家庭の支援にあたっては、民生委員が大きな役割を果たした。
家族の多様化
1955年から1966年に平均世帯人数は5人から4人となった。高度成長が起きて産業構造が変化すると核家族が増える。一方で年功序列や終身雇用などの日本型経営が広がり、男性は長時間労働に従事する労働者、女性は専業主婦となって家族を守るとする性別役割分担家族が定着する。その後、石油ショックを機に日本型経営が崩壊し、男性一人の賃金では家族を支えることができず女性が労働市場に進出する。専業主婦は1975年をピークに減少し、1985年以降は家庭の外で働く女性の方が多くなった。しかし家事と育児は女性という性別分業意識は健在で、女性の労働力率は30台前半を底とするM字形曲線が定着した。さらに1980年代後半から未婚率の上昇、晩婚化、少子化が進んでおり、単身世帯やDINKSが増えている。1990年代から事実婚や夫婦別姓、同性愛者カップル、同じ価値観をもつ人で共同生活するグループリビングといった居住形態が増えてきているが、法律を含めた社会システムの整備が十分ではない。
家庭内暴力
1993年に国連では「女性に対する暴力の撤廃に関する宣言」を採択した。1990年代にドメスティック・バイオレンス(DV)と呼ばれる恋人や配偶者に対する暴力が問題となった。1998年に日本初の公的調査「女性と暴力」が東京都で行われると、1%の女性が、夫や恋人から立ち上がれなくほどの殴る蹴るなどの暴力を受けたと回答した。1999年の総理府の全国調査「男女間における暴力に関する調査」では、命の危険を感じるほどの暴力を何度も受けた女性が1%、1-2度受けたという女性が3.6%、医師の治療が必要な暴力を何度も受けた女性が1%、1-2度受けた女性が3%に達した。こうした調査結果をもとに、2001年には「配偶者からの暴力の防止及び被害者の保護に関する法律」（DV法）が制定された。
家族法改正
夫婦別姓についての運動が起きたことがきっかけとなり、1991年から法制審議会民法部会身分法小委員会で家族法の再検討が始まった。1996年に改正案が提出され、その内容は結婚できる最低年齢の統一、再婚禁期間の短縮、選択的夫婦別姓の導入、非嫡出子に対する差別撤廃、財産分与などだった。この改正案は保守層からの反対により、国会への上程もなかった。女子差別撤廃委員会は、日本政府に対して2003年、2009年、2016年に選択式夫婦別姓の導入を求めて勧告を出している。
国際結婚・結婚移住
結婚による日本人女性の移住は、1991年以降に増加を続けている。2012年時点の在外邦人で、永住意思がある女性は約25万人で男性の約15万人を上回っている。2008年をピークに外国人女性は減少を続けており、日本人女性と外国人男性、外国人女性と日本人男性のいずれの国際結婚も減少している。政府や行政による立法や制度にもかかわらず女性の国外移住は続いており、対策が十分ではない実態が明らかとなった。

### 現代の教育・研究
教育機会均等
1945年に女子教育刷新要綱が閣議了解され、男女間の教育の機会均等、同等の教育内容、男女相互尊重を方針に掲げられた。これにより戦前は慣習により認められていなかった女性の大学入学と、女子大学の設置が行われる。翌1946年には旧制大学に142名の女性が合格している。また戦前は国民学校初等科は男女別教育で教育課程にも差異があったが、1946年に男女共学となり、1947年には旧制高等学校でも女子の入学が許される。こうした法改正は民間情報教育局（CIE）の強い意向によるものであったが、CIEは戦前の男女共学運動の成果に影響を受けていたとされている。
科目
1947年に家庭科が誕生し、小学校では男女必須科目、中学校では職業科の一つ、高校では選択科目として男女が学ぶことができた。しかし1958年に中学校で「技術・家庭科」と名称が変更され、男子は技術、女子は家庭科と男女別学となる。また高校では1970年には家庭科が女子のみの必須科目になる。このような状況に反対する市民運動がおこり、1989年には再び男女共学にもどった。
女性学
1960年代後半にアメリカで誕生した女性学は、従来「学問の研究対象と視点が男性主義」であったことを検討課題とする学問である。日本では1970年代に井上輝子が女性学の名称を初めて用い、1979年には日本女性学会が設立された。女性学は従来の学問、専門分野の枠を超えた方法論の必要性を提唱している。
研究機関・大学
女性科学者の友好、知識の交換、地位向上などをめざす団体として、1958年に日本女性科学者の会が設立された。しかし、2016年時点の約25万人の研究者を対象とした調査では、日本の全ての学術分野で、女性研究者は男性研究者よりも教授昇進の確率が低かった。男性と比べて、人文科学系では20%、医学・生物学系では30%、理工系では50%低かった。この傾向は、国立大学改革プランなど一連の改革をへても大きな改善が見られず、日本の学術界におけるマチルダ効果が指摘されている。他方、研究業績の空白が昇進にネガティブな影響を与える期間は、最初の5年間および20年目から30年目にかけてだった。所属機関のサポートによって、出産や育児などのライフイベントがあっても研究者キャリアにネガティブな影響を与えずに解決できる点が判明した。
2018年には医学部不正入試問題がきっかけとなり、複数の大学で女性の受験者に不利な扱いをしたことが明らかとなった
。2018年年度では、女性入学者と女性教員の割合の差が最大だったのは東京藝術大学の55.2%で、最小は関東学院大学の1.9%だった。割合の差が大きい大学では、教員と学生という権力差に性別が加わることで、ロールモデルの少なさやハラスメントなどの問題が懸念される。日本の組織は地位が上がるほど女性の比率が小さくなる傾向にあり、大学も同様であり、東京大学の女性教授の割合は2018年年度で7.8%だった。

### 現代の労働

1960年代の東京の保育所

戦後の日本政府は、GHQによる五大改革に相反して、女性労働者の削減を検討した。1945年11月に厚生大臣は、女子、高齢者、年少者の労働者は男性と代替するよう関係閣僚に指示した。これは男性のために女性が締め出されることも意味し、労働市場の性差別は続いた。
労働三法
1947年までにいわゆる労働三法が成立した。戦前の工場法と比べると、男女同一賃金、女子および年少者への時間労働と休日の保証、深夜業の禁止、産前産後休暇、育児時間、生理休暇などが認められた。生理休暇は諸外国にもまれで、実現には女性の粘り強い要望があった。世帯人数の減少、家電による家事の軽減、産業構造の変化による家事従業者の縮小などが重なり、外に出て働く女性が増加した。女性の雇用者数は、1955年の531万人から1990年には1834万人となった。
賃金
日本の賃金格差は、(1) 農業と工業の格差、(2) 企業規模による格差、(3) 本工と臨時工の格差が1920年代から指摘されていたが、男女の賃金格差はそれらと比較して社会問題とされてこなかった。労働基準法の第4条には差別禁止条項があるが、女性の賃金は家計補助的なものと考えられてきた。これは農村で次男三男や女性労働者の賃金が家計補助的だった事情による。1959年の最低賃金法は雇用労働者を対象とし、家内労働を除外して成立した。1970年には家内労働法が成立したが、そこでは在宅就労が除外された。
高度経済成長
高度経済成長を背景に一般家庭の所得は増え、洗濯機、冷蔵庫などの家電製品が普及した。より高い賃金を保証したいという願いから親は子に高等教育を望み、進学率と教育費は増加する。これらを背景としてパートタイマーと呼ばれる再就職女性労働者が激増した。1960年代のパート労働は、兼業農家の主婦が製造業工場で家計補助的に働くことが中心であり、1970年代から非農家の雇用労働者の主婦が働くことが増えていった。女性労働者はビジネスガール（BG）やオフィスレディ（OL）とも呼ばれた。
1975年には女性労働者のうち半数が共働きとなる。こうした女性らが労働の最大の障害であった保育所不足の解消を訴える。一方で働く環境が整ってくると正規労働で働き続ける女性も増えてきた。これに対し経営者は結婚退職や出産退職を女性に押し付けるようになる。1955年頃の労働基準局は、「結婚退職は労働基準法に抵触しない」という立場をとり、これに対して労働組合は抗議活動を行った。1966年に住友セメント事件で結婚退職制を憲法違反とする地裁判決を先鞭に女子差別労働裁判が増加。1970年代には年間53件とピークに達し、結婚退職制の撤回が進んだ。
男女雇用機会均等法
1985年には『男女雇用機会均等法』が成立するが、事業者には努力義務のみで制裁や罰則がないことから不十分な内容であった。また同時に改正された『労働基準法』により時間外労働や休日労働の制限などで女性保護規定は後退する。1999年には均等法が改正され、募集・採用・配置・昇進が禁止規定となり、是正しない企業は公表されることとなった。しかし国の努力義務はなく、セクハラ対策が事業主の防止策に留まるなど、より実効性のある指針の策定が望まれている。
アンペイドワーク
経済的な指標の多くは市場取引をもとにしているため、女性が多く行う家事労働、自給農業などの労働は低く見られたり統計で除外されてきた。これらはアンペイドワーク（無報酬労働）とも呼ばれており、アンペイドワークの価値を評価し、社会的地位の向上をはかる活動が国際的に進んでいる。日本の女性のアンペイドワークは2010年時点で平均3時間49分で、男性の平均39分と大きく差がある。これはペイドワークの時間差につながり、性別による経済格差をもたらすため、問題とされている。

### 公娼廃止

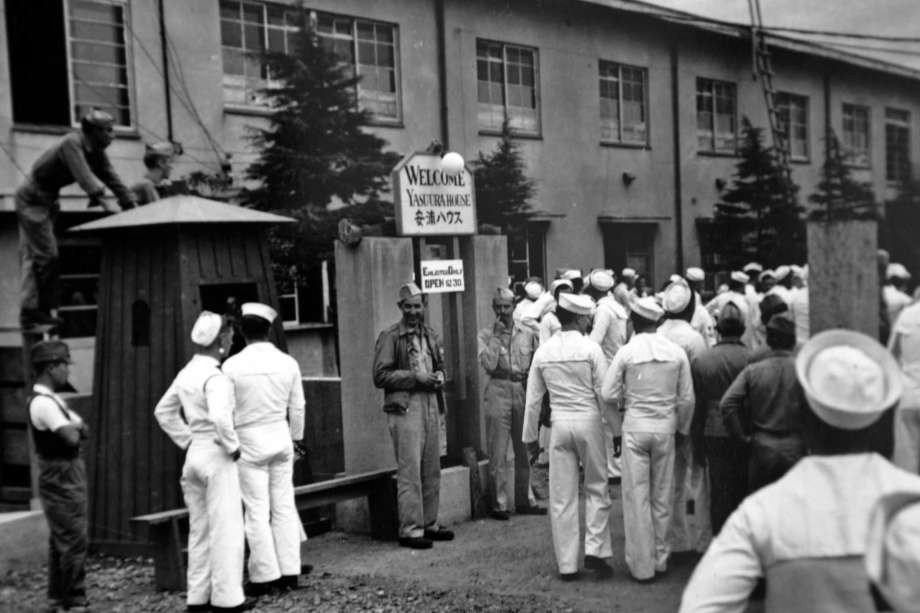
安浦ハウスと米兵

敗戦の3日後に内務省が占領軍の上陸に備えて性的慰安施設の設置を要望。これにより特殊慰安施設協会（RAA）が生まれる。設立声明書には「一般婦女子の貞操を護るため性の防波堤を築くという政府の要望を受けて幾千かの人柱の上に民族の純潔を護持する」と謳われている。こうした施設は全国に広がって戦後の生活難にあって多くの女性たちが集まり、最盛期には7万人が働いた。しかし性病の広がりによりGHQは施設の立ち入りを禁止。多くの女性が私娼（パンパン）となった。一方でGHQは1946年に『公娼廃止に関する連合国軍最高司令官覚書』を発令し売春目的の業者を取り締まる。政府は公娼制度関連法を廃止し公娼制度は消滅するが、一方で個人が自発的に行う売春は違法でないとし、1946年には特殊飲食店街として赤線地域を指定して警察の管理下に置いた。
廃娼運動団体や婦人団体が中心となって1956年には『売春防止法』が成立する。これにより赤線は消滅するが、一方で派遣型などの新しい売春形態が生まれた。高度成長期には性産業が隆盛し、海外への買春ツアーや低年齢化などの別の問題が発生する。1999年には『児童買春・児童ポルノ禁止法』が成立した。

### 現代の医療・福祉
出産
1940年代後半はベビーブームと呼ばれる時代であった。1947年に出生率が4.54となると、厚生省は人口抑制する方針に転換する。1948年公布の『優生保護法』では優生と母体保護を理由に医師が人工中絶を行うことが認められたが、審査制であった。加藤シヅエらの運動により1949年の改正では避妊の実施と普及が図られ、中絶適応に経済的理由が加わり、さらに1952年には審査制が廃止される。これらにより女性は子供の人数や出産間隔などに自分の意思を反映できるようになり、「家族計画」という言葉が普及した。日本は、国際的には最も早く公的に中絶を認めた国だが、政策としての主目的は女性の決定権の尊重ではなく、前述のように人口抑制にあった。
社会保障
戦前の政府や行政は、家族を社会保障の担い手とみなしており、戦後もその傾向が続いた。「厚生白書」（1978年）では、3世代同居を「福祉の含み資産」と表現した。自民党による「家庭基盤の充実に関する対策要項」（1980年）では、老人扶養と子供の養育は家族の責任とした。いずれも、実態として家庭での時間が多い女性に負担を求める内容となっていた。その後、社会保障や福祉政策に変化が見られ、「子育て支援のための施策の基本的方向について」（1994年）や、育児・介護休業法（1999年）などがある。しかし、いずれもジェンダー平等が主目的ではなく、少子化対策の一環として行われている。
税制・年金
戦後の税制度や年金制度は、性別分業を固定する方向に作用した。年金法改正（1985年）や、税制の配偶者特別控除（1988年）は、専業主婦やパート労働の主婦を優遇するような内容であるが、女性をアンペイド・ワークから解放するという国際的な流れには逆行した。基礎年金においては「130万円の壁」があるため、女性が労働で自立する道を狭める方向に作用した。
障害者
2006年に国連が「障害者権利条約」を採択し、障害者の社会参加と機会の平等を実現するための規則を定めた。この条約の中で、女性の障害者は、性別と障害による複合的な差別を受けていることが指摘された。日本政府は2007年に同条約に署名し、2009年に障がい者制度改革推進本部を設立した。第1回推進会議のメンバーは24名中14名が障害当事者や家族、そして半数が女性であり、ジェンダー構成を意識して進められた。
第3次男女共同参画基本計画（2010年）では「障害に加えて、女性であることで更に複合的に困難な状況に置かれている場合がある」と言及され、「障害を理由とする差別の解消の推進に関する法律」（障害者差別解消法、2013年）を交付した。しかし日本の統計は、社会福祉関連の中では障害に関する統計が遅れており、性別集計があるものはさらに少なく、状況の把握を困難にしている。
新型コロナウイルス
新型コロナウイルス感染症の流行により、女性の雇用の悪化は男性を上回った。2020年4月から7ヶ月間に雇用状況が悪化した女性は男性の1.4倍、休業率の性差は2020年5月末で3倍に達した。主な原因は、(1) 飲食・宿泊などの女性雇用者の多い業種の被害が大きい点、(2) 女性の6割が非正規雇用者である点、(3) 家事や育児負担が女性に多い点にあるとされる。自殺者数も影響を受け、感染第1波（2020年2月から6月）では14%減少したが、感染第2波(2020年7月から10月)では16%増加し、女性の自殺は37%増で男性（7%増）の5倍以上となり、主婦の自殺は倍増した。家庭でのDV被害や子供の自殺も増えており、雇用の減少や一斉休校などが影響を与えた可能性がある。

### 司法
戦後の法改正を受けて1950年に日本女性法律家協会が設立された。女性の司法試験合格者は当初は500名のうち数名で、1990年代には女性の合格率は約25%まで増えていった。1994年には女性初の最高裁判所判事を高橋久子が務めた。2013年には鬼丸かおる、桜井龍子、岡部喜代子の3名が最高裁判所判事となり、2015年の大法廷で夫婦同姓規定が合憲とされた際には、3名ともに「現時点では憲法に違反する」として反論した。
冤罪
徳島ラジオ商殺し事件（1953年）は、被告人の死後に再審されて無罪判決が出た日本初の冤罪事件となった。被告人の富士茂子は内縁の夫の殺人容疑で無期懲役を求刑された。検察側の主張は、富士がそれまでに2回離婚をしていた点、夫の浮気があった点、証人である16歳と17歳の少年の証言などを根拠としていた。物的証拠がない中で証人数は戦後最高の60人を超え、富士は裁判費用を理由として控訴を取り下げて懲役13年の有罪となったが、出所後に再審請求を続けた。のちに証人の2人が偽証を認め、出所後の富士に陳謝した。富士の死後は姉妹弟らが再審請求を継承し、1979年に請求が認められた。1985年に徳島地方裁判所は無罪判決を出した。
賠償
賃金格差は、賠償額の性差別にも影響した。事故などで死亡した場合に、生涯で得られたであろう賃金をもとに逸失利益を計算するが、子供の場合は仮定で計算することになる。日本では男女の賃金格差を適用し、女児の逸失利益は男児のそれよりも低額となっていた。是正すべき賃金格差をもとに賠償額を計算するのは妥当ではないと批判されていたが、最高裁判所はこれを是認していた。2001年の東京高等裁判所において、11歳で死亡した女児の逸失利益について全労働者の平均賃金にもとづく計算を命じる判決が出て、賠償額の男女差の縮小のきっかけとなった。

### 現代の政治

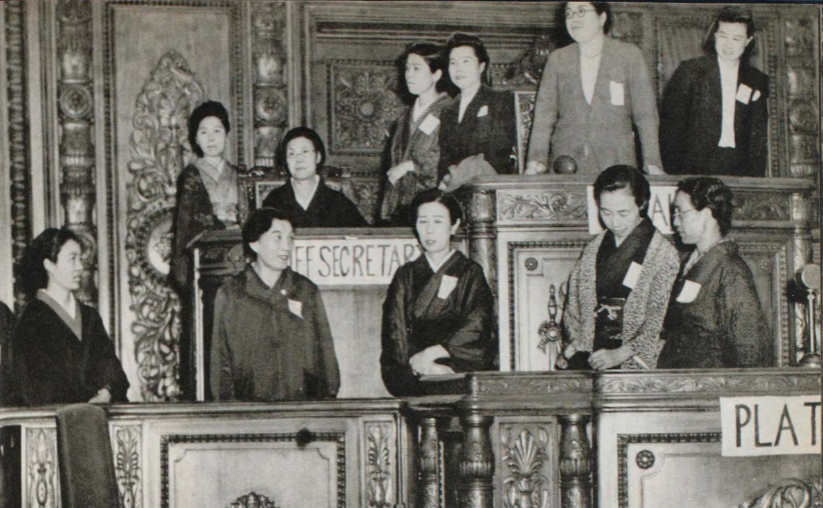
1946年4月の衆議院議員選挙で39人の女性代議士が誕生した。

敗戦の11日後に市川房枝は戦後対策婦人委員会を設立して婦選実現に向けて働きかけを始め、1946年には初めて女性が選挙権を行使し、39人の女性代議士が誕生した。女性の政治への参画が進み、初の閣僚として中山マサが厚生大臣（1960年）を務め、母子家庭への児童扶養手当を実現したほか、小児まひ対策にも取り組んだ。1984年の中曽根内閣以降、女性が1から4名入閣した。土井たか子が1986年に女性初党首（社会党）、続いて1993年には女性初衆議院議長を務めた。しかし1998年頃からジェンダーバックラッシュが始まり、地方自治での男女共同参画条例の制定が停滞する。こうした状況に2000年に国連女性差別撤廃委員会の勧告が出された。
1995年の第4回世界女性会議（北京女性会議）では、2000年までに国会の女性議員数を少なくとも30%にするという目標が掲げられた。2000年に国際連合婦人開発基金（UNIFEM）が調査したところ、当時先進国と呼ばれた9カ国の中ではアメリカ、カナダ、イギリス、フランス、日本が達成できず最下位は日本だった。2001年時点でも日本は7.3%にとどまり、前述の5カ国のうち唯一10%を超えなかった。日本の女性衆議院議員は、戦後初の選挙だった1946年（39名）から減少を続け、更新は2005年（43名）までかかった。2012年12月には前回の54名から38名（7.9%）に減少し、162位/190カ国となった。
日本で諸外国と比べて女性の政治家が増加しない理由として、女性議員の比率を定めるクオータ制の有無があげられる。クオータ制は2013年時点で100カ国で採用されているが、日本では2021時点で採用されていない。クオータ制が普及する条件として、強力な女性運動の存在、国際圧力、政治文化や規範との親和性があげられており、日本でこれらが不足していることが考えられる。

### 現代の対外関係
国際機関
1956年に日本は国際連合に加盟し、1957年に国連女性の地位委員会に初当選した。委員を務めた谷野せつは、最初期の女性行政官であり、厚生省労働局、労働省婦人少年局などを歴任した経験があった。
国際連合に加盟した1956年に、女性団体が共同で外務省に交渉し、政府代表団に女性を1人含めることで合意した。外交史と政治学の研究者である緒方貞子は1968年に代表団メンバーに選ばれ、1976年に女性初の日本の特命全権大使となり、1991年には国連難民高等弁務官に着任した。緒方の着任は、初の女性であるとともに初の日本人、初の学者出身者でもあった。緒方の任期だった1991年から2000年は冷戦終了後の激動の10年間とも呼ばれ、緒方は問題解決のためにそれまでの枠組みを越えて活動し、国連難民高等弁務官事務所（UNHCR）の組織改革にもつとめた。
移民・難民
日本政府は、外国人登録令（1947年）によって外国人に登録証の常時携帯と提示義務を課した。これにより、外国人を日本に暮らす住人としてよりも治安維持の対象とすることを優先した。「出入国管理令」（1951年）が制定され、のちに「出入国管理及び難民認定法」（入管法）となった。日本政府は入管法によって、日本国籍を有するものとその子孫、それぞれの配偶者に日本での就労に制限のない入国を認めた。これにより、特に日系ブラジル人や日系ペルー人の女性が増加した。日本での定住は、工場労働者が住む地域を中心に増え、ブラジルでは「Dekassegui」（デカセギ）と呼ばれた。国勢調査では、2010年時点の外国人人口の上位は27.9%が中国、25.7%が韓国・朝鮮、9.3%がブラジル、8.9%がフィリピンとなっている。このうち女性は30.8%が中国、25.8%が韓国・朝鮮、12.7%がフィリピン、7.8%がブラジルとなっている。
現行法の立法から60年以上たつが、退去強制手続と行政的身分拘束について改正がされていない。外国人であれば令状なしで身体拘束が可能な点などが問題とされている。このため国連は、日本政府に対する改善勧告を出している。出入国在留管理庁には、2020年5月時点で女性125人が収容されている。2021年3月には女性が死亡し、医師の診療記録と入管側の主張が食い違う事態も起きている。
開発援助
日本政府は、政府開発援助（ODA）で女性やジェンダーに配慮すると閣議決定や国際会議で発表した。「政府開発援助大綱」（1992年）では女性への配慮が書かれており、世界女性会議（1995年）ではODAにおいて女性の地位向上と男女格差の是正を発表した。しかしODAとジェンダー平等の関係を評価する手法が確立されておらず、効果は不明となっている。
持続可能な開発
2015年に国連では、「持続可能な開発のための2030アジェンダ」（2030アジェンダ）と、「持続可能な開発目標」（SDGs）が採択された。SDGsの目標5番には、ジェンダー平等と女性と女児のエンパワーメントがある。日本政府は2016年にSDGs推進本部を設立し、ジェンダー平等とジェンダー視点の主流化を原則の一つとした。しかし、推進本部の民間構成員は14名のうち女性は4名（29%）であり、推進本部の優先課題8つのうち7つではジェンダー平等に触れておらず、原則が反映されていない。
2017年、日本政府はSDGsの実施にあたって各国が出す自発的国家レビュー（VNR）を提出し、官民連携をうたっている。しかし、女性の労働問題は企業が取り組み、教育・健康・女性への暴力はNGOとNPOが取り組むとしており、政府の問題意識や取り組みには記述がない。

### 現代文化と女性
ファッション
女性の洋服は学生の制服から独身女性へと普及が進んだが、既婚女性は昭和初期まで主に着物だった。第二次大戦中のモンペがきっかけとなり、戦後に既婚女性の洋服が増えていった。欧米式の化粧品は、1950年代から普及が始まり1960年代に使用が急増した。「明るい」「清潔」「健康」などがキーワードとなり、バニシングクリームやコールドクリーム、ピンク系のファンデーションの使用が広まった。その後、重点は口元をへて1960年代に目元と移動してゆき、1970年代からは眉が注目されるようになった。流行のモデルや俳優の顔が意識されるにつれて、形状を変えやすい眉が重要性を増していった。
メディア
戦前から続いていた女性雑誌に加えて、戦後には1946年に『主婦と生活』、1948年に『暮しの手帖』（前身は『スタイルブック』）などが創刊された。『暮しの手帖』では衣類、家電、食品など家庭の日用品の品質を試したり国際比較をする商品テストの企画が人気を呼び、長期連載となった。戦後は女性雑誌の種類も増え、1983年には250誌となり日本史上最高を記録した。
性別に関する意識は、広告においても表現される。1961年から1993年に放送されたテレビCMの中で、ACC賞を受賞したCMを調査したところ、性的なステレオタイプ描写は減少していなかった。CM内の女性は従属者で家の中におり、商品のユーザーであり、商品のよさを説明せず、安い商品をすすめ、年齢層は若かった。これに対して男性は、家の外にいる有識者であり、商品の説明を行う役であり、高い商品をすすめる年配者だった。33年間で女性の社会進出には大きな変化があったが、その変化がCMには反映されていないことが判明した。
文学
戦時中の作家の行動は、戦後に大きな影響を与えた。反戦を表明して弾圧された者、戦争協力を明示しなかった者、戦争協力に積極的だった者がおり、葛藤を作品に反映させる作家、葛藤を明らかにしない作家などに分かれた。戦争協力を理由に文学団体入会を拒否される作家もいた。戦時中の翼賛的な作品がもとで論争も起きたが、これらの論争は男性を中心としており、女性は戦後の解放の中で活発化した。それまで男性作家の作品が多かったため「女流文学」という言葉も使われたが、寿岳章子は女性作家24作品のデータにもとづき、男性と女性の文体に差がないという結論を出した。
戦時中の抑圧下で子供時代をすごした1930年代生まれの作家にとって、戦後の解放感は多彩な活動となって表れた。短歌では、1949年に女人短歌会が設立された。俳句は、戦中までは大半が男性俳人だったが、戦後に女性の参加が増えていった。女性詩人は同人誌『女神』（1947年）を創刊して多くの詩人を輩出した。GHQの検閲廃止以降は原爆をテーマにした作品も増え、1960年代には性文化の変化や学生運動、公害による環境問題も影響を与えた。
フェミニズム運動の開始をへた1980年代に入ると、社会における女性の位置を意識する作品の他に、戦中まで少なかった性愛を描いた作品、ライトヴァースとも呼ばれる口語体や軽快な詩など作風が増えていった。演劇では、1974年に女性メンバーによる劇団青い鳥が設立され、現在の関心をもとにエチュードを重ねて舞台に表現し、それぞれ戯曲の制作も行った。戦中までは少なかったタイプの作家も活動できるようになり、年配から創作を始める作家も増えた。小児麻痺の影響により、足を使って執筆活動を行った箙田鶴子は『神への告発』（1977年）を発表した。幼少期からの困難や、女性障害者への差別、当時の障害者寮や医療における虐待が語られている。ハンセン病の患者でもある塔和子は、療養所生活の中で1950年代から詩作に励み、20冊の詩集を発表した。
女性作家やマイノリティの文芸作品が世界的に注目される流れの中で、翻訳によって日本作家の小説の読者も増えた。多和田葉子『献灯使』（マーガレット満谷訳）や柳美里『JR上野駅公園口』（モーガン・ジャイルズ訳）が、全米図書賞翻訳部門を受賞した。
音楽
最初期の女性音楽家には、戦後も活動を続けた者も多かった。松島彝は自宅で音楽教室をひらいて人々に勉強の機会を提供した。金井喜久子は器楽曲の他に宝塚やオペラ、歌舞伎などの舞台音楽でも作曲し、女性の作曲は声楽曲といわれていたイメージをくつがえした。外山道子は、ミュージック・コンクレートに触発されて留学し、電子音楽を作曲した。吉田隆子は反戦活動で逮捕されてから病身となったが、戦後に歌曲や組曲を作り、与謝野晶子の詩をもとに『君死にたもうことなかれ』（1949年）を発表した。渡鏡子は作曲家と音楽学者の双方で活動し、明治から昭和の女性音楽家を紹介した『近代日本女性史第5巻 音楽』（1971年）を執筆した。
1946年にデビューし、1989年（平成元年）に死去した美空ひばりは、戦後の昭和時代を代表する歌手とも呼ばれる。1949年に12歳で映画デビューして1971年までに159本に出演し、歌手とともに映画俳優としてもスターだった。子役時代から性別を問わずに役を演じ、成長してからも男装と女装を使い分けて女性と男性の双方から人気を集めた。
舞台・映画・テレビ
日本人女性初のアカデミー賞受賞者は、ジャズ歌手で俳優のミヨシ・ウメキ（ナンシー梅木）だった。ウメキは『サヨナラ』（1957年）でアメリカ兵と婚約する女性を演じ、アカデミー助演女優賞を受賞した。これはアジア人俳優として初のアカデミー賞受賞でもあった。ブラジル日系2世の映画監督チズカ・ヤマザキは、1908年にブラジルに渡った日系移民女性の苦難をテーマに『ガイジン』（1980年）を制作し、カンヌ映画祭特別賞など40近い映画賞を受賞した。NHKの連続テレビ小説『おしん』（1983年-1984年）は、明治末から昭和にかけて生きた女性を主人公として平均視聴率50%を記録し、国外でも70カ国以上で放送され、最も観られた日本発ドラマとなっている。2019年のベルリン映画祭では、HIKARI監督による『37セカンズ』が、史上初のパノラマ観客賞と国際アートシネマ連盟（CICAE）賞のダブル受賞をした。脳性麻痺の女性の成長物語という形式をとりつつ、他人との協力や自己表現、親子関係など身近で普遍的な問題を描いて高く評価された。
美術
戦後は女性芸術家も増加し、カテゴリーを横断する作家も増えた。草間彌生は増殖・反復・自己消滅をテーマとして絵画、彫刻、写真、小説や詩集を発表し、オブセッショナル・アートやサイコソマティック・アートと呼ぶ作品世界を展開した。石岡瑛子はグラフィック・デザイナーやアート・ディレクターとして活動し、日本人初のグラミー賞をはじめ、アカデミー衣裳デザイン賞、ニューヨーク映画批評家協会賞、カンヌ国際映画祭などを受賞したほか、オリンピックの2008年北京大会で衣装デザインもした。
国公立の美術館4館を対象とした調査では、2019年時点で男性作家の作品が78%から88%を占める。全国55館の美術館職員は、学芸員は女性が74%と多いが、館長は男性が84%を占めていた。芸術祭のあいちトリエンナーレ（2019年）では、日本初の試みとして参加する芸術家の男女比を半々にすることが企画された。その結果、男女混在やカンパニーをのぞいた総数63組のうち32組が女性となり、過半数を女性が占めた。
スポーツ

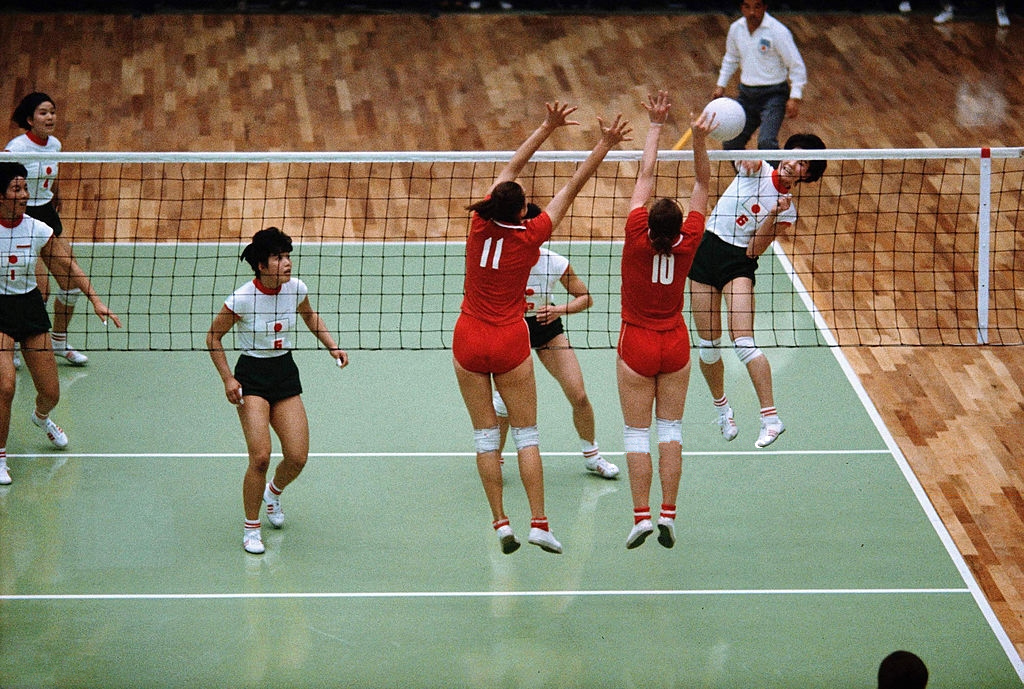
1964年東京オリンピックにて金メダルを獲得した女子バレーボール

日本のオリンピック参加は1952年ヘルシンキ大会から復帰となり、選手72名のうち11名が女性だった。1964年東京大会では355名のうち61名となり、特に女子バレーボールでの金メダル獲得が女性スポーツの社会的向上に影響を与えた。1960年代から国際オリンピック委員会(IOC)は議論を重ね、女性選手や女性役員の増加を推進した。女性選手は増加を続けたが、役員は男性が大半を占める状態が続いた。2004年から2012年にかけて、オリンピック日本選手の女性比は50%前後だったが役員は12%から15%であり、同年のパラリンピックは女性選手が40%、女性役員が30%とオリンピックよりも参加比が高くなった。IOCは2005年に女性役員参加比の目標数値を20%としたが、日本オリンピック委員会（JOC）の女性評議員は2014時点で61名中3名、2020年東京大会の組織委員会は43名中6名と達成できていない。
スポーツ界におけるハラスメントとしては、女子柔道強化選手への暴力問題（2013年）が起き、組織の体質が明らかにされた。伝統競技と女性に関するトラブルでは、2018年の大相撲の巡業がある。舞鶴市の市長が急病により土俵で倒れた際、救命処置をする女性に土俵から下りることを行司が求めたため問題となり、日本相撲協会の理事長が謝罪をした
さまざまなスポーツ分野で女性参加が進むにつれて、記録も生まれていった。また、差別に対するアスリートの連帯も進んでいる。女子テニスでアジア人初のシングルス世界ランキング1位（2019年）を獲得した大坂なおみは、ブラック・ライヴズ・マターのデモに参加し、スポーツ界のジェンダー平等を目指すプレイ・アカデミーを設立した。
ノーベル賞
核兵器廃絶の活動をしている国際NGOの核兵器廃絶国際キャンペーン（ICAN）は、2017年にノーベル平和賞を受賞した。ICAN発足から中心メンバーの1人として参加し、自らの被爆体験を語ってきた女性にサーロー節子がいる。